# Godefroy de Bouillon
Pour les articles homonymes, voir Godefroy de Bouillon (homonymie), Godefroy et Bouillon.
Godefroy de Bouillon, né vers 1058 et mort le 18 juillet 1100 à Jérusalem, est un chevalier franc et duc de Basse-Lotharingie. Premier souverain du royaume de Jérusalem au terme de la première croisade, il a, selon la majorité des chroniqueurs occidentaux, refusé le titre de roi pour celui, plus humble, d'avoué du Saint-Sépulcre.

## Premières années
Fils d'Eustache II, comte de Boulogne, compagnon de Guillaume le Conquérant, et de sa seconde épouse Ide de Boulogne, fille de Godefroid II, duc de Basse-Lotharingie, Godefroy de Bouillon est un descendant de Charlemagne et, comme son illustre ancêtre, un personnage de légende. Il appartient à un clan de ducs, comtes et évêques, à un groupe aristocratique qui gouverne la Lotharingie depuis 950 au moins. Il est dit membre de la maison de Boulogne, or, son premier ancêtre ayant porté le titre de comte de Boulogne est Adalolphe de Boulogne, fils de Baudouin II de Flandre, lui-même fils de Baudouin Ier de Flandre. Il n'y a pas de changement dynastique, et fait donc partie de la Maison de Flandre.
On ne connaît pas avec certitude le lieu de naissance de Godefroy de Bouillon ; les thèses hésitent entre Boulogne-sur-Mer en France et Baisy-Thy en Belgique. La légende née au XIXe prétend que son éducation de chevalier est assurée par son oncle Godefroy III le Bossu à Bouillon (Belgique). La légende ajouta qu'il fut roi de Jérusalem (voir l’inscription trompeuse  gravée sur son monument de la place royale). À la mort de ce dernier, il hérite de ses titres. Attendant sans doute qu'il fasse ses preuves, Henri IV ne lui concède que le marquisat d’Anvers (1076) et il lui interdit, en tant que roi de Germanie, le titre de duc de Basse-Lotharingie comme le souhaitait son oncle dans son testament. C'est son fils Conrad , alors agé de deux ans qui portera le titre, sous la tutelle du comte de Namur Albert III.
Godefroy se range néanmoins fidèlement au côté d'Henri IV dans la lutte d'Investiture qui oppose l'empereur germanique et le pape Grégoire VII, et entre dans Rome les armes à la main. Il tombera gravement malade peu après cette expédition, victime sans doute d'un typhus, mais s'en sortira. Il dut également s'opposer à la convoitise de sa tante Mathilde de Toscane, qui associée avec Albert III revendiquait la région de Bouillon. Il triomphera de ses adversaires et s'imposera à l'attention de Henri IV. Sans doute impressionné par ce jeune chevalier et aussi pour le récompenser de ses fidèles et loyaux services, l'empereur germanique lui octroie le titre de duc de Basse-Lotharingie en 1087, non pas comme un bien qu'il a hérité, mais gagné, octroyé par la bonne volonté de l'autorité impériale,.

## Duc de Basse-Lotharingie
Il règne donc désormais sur un duché s'étendant sur ce qui deviendra le duché de Brabant, le comté de Hainaut, le duché de Limbourg, le comté de Namur, le duché de Luxembourg et une partie du comté de Flandre. Peu de témoignages nous sont parvenus permettant de connaître l'activité de Godefroy lors de sa période en tant que duc de Basse-Lotharingie. Les seuls documents contemporains sont les chroniques des abbayes de Saint-Hubert et Saint-Trond. Nous savons ainsi que Godefroy dut arbitrer la succession à l'abbaye de Saint-Hubert entre Otbert et Thierry II, n'hésitant pas à utiliser la force si nécessaire,.
Nous lui connaissons également 3 actes ducaux datés de 1093 (pour l'abbaye de Gorze) et de 1096 (pour les prieurés de Bouillon et de Stenay), attestant ainsi un pouvoir personnel important, plutôt rare à cette époque.

## Appel à la Croisade

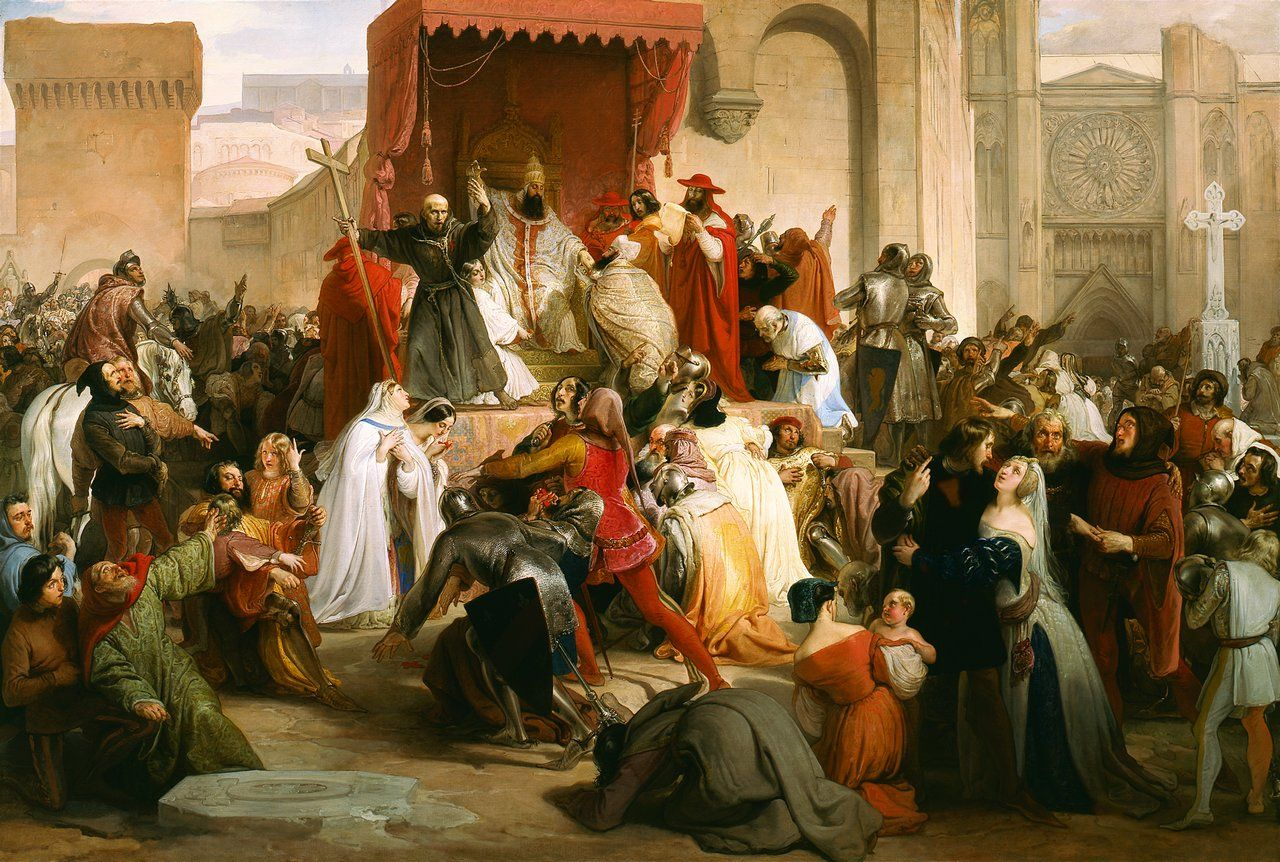
Peinture de Francesco Hayez représentant le Pape Urbain II prêchant la Première Croisade

En 1095, le pape Urbain II appelle à la croisade à la suite du Concile de Clermont pour venir à l'aide de l'Empire byzantin, appelés chrétiens d'orient, bien qu'il soit plus probable que cela soit pour étendre l'influence catholique en Orient. La défense de villes importantes dans l'histoire du monde chrétien, notamment celle de Jérusalem, mais aussi de Nicée, Antioche, et bien d'autres, qui sont tombées sous domination musulmane est également de mise. Les assaillants musulmans sont désignés comme perses, et ne sont pas vraiment différenciés de ceux avec qui les chrétiens ont déjà affaire avec les croisades de la Reconquista dans la péninsule Ibérique, et ce malgré des origines totalement différentes.

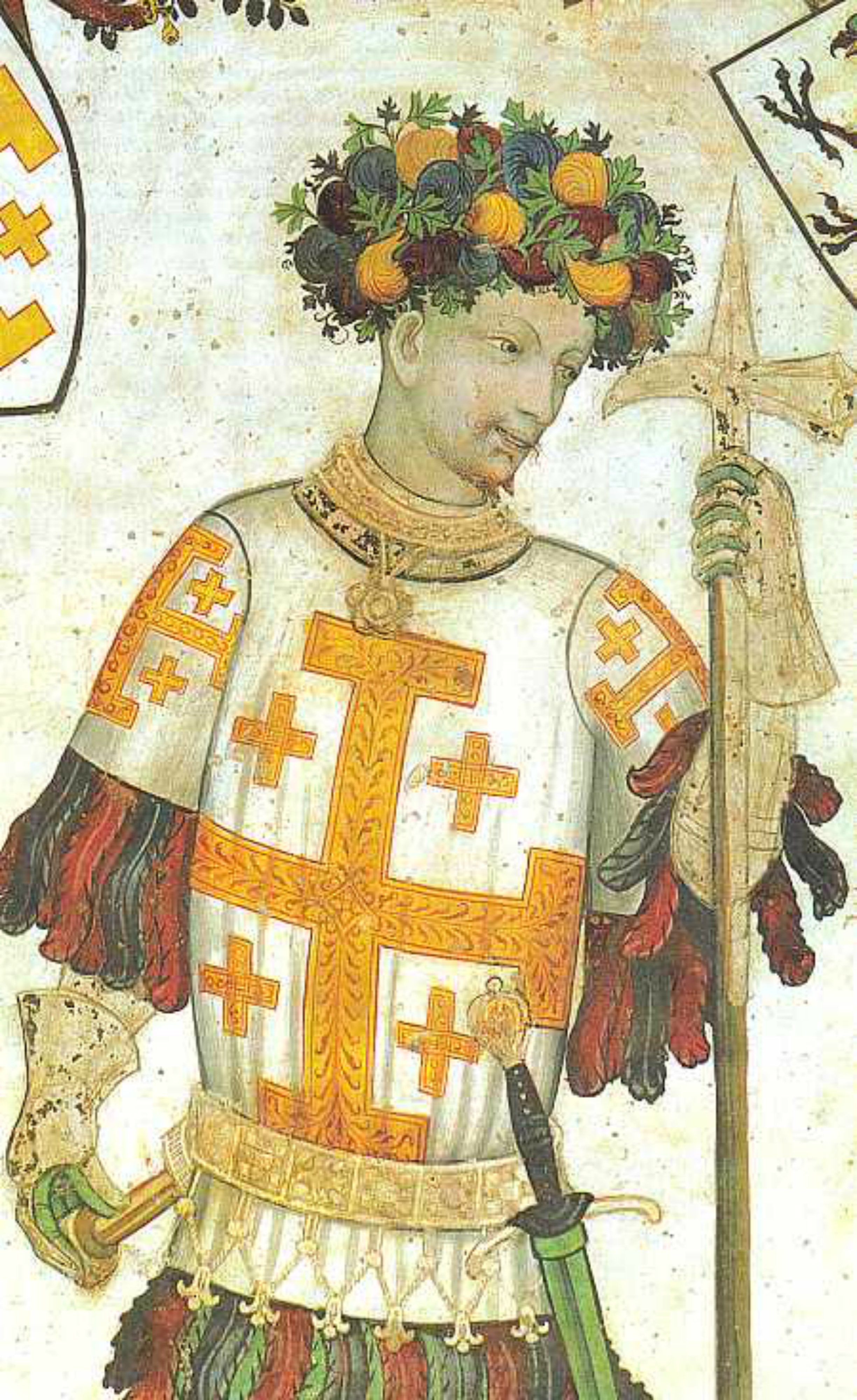
Fresque au Château de la Manta (1420), sensée représenter à la fois Manfred Ier de Saluces et Godefroy de Bouillon en tant que l'un des Neuf Preux.

Godefroy de Bouillon est l'un des premiers à répondre à cet appel, convaincu par le prédicateur itinérant Pierre l'Ermite. Vassal de l'empereur Henri IV (constamment en conflit avec le pape) et grand féodal à l'autorité bien assise, on ignore presque tout des raisons profondes qui l'ont poussé à tenter cette aventure vers l'inconnu alors que ses terres reçues en héritage sont convoitées : on note tout de même qu'un attrait spirituel croît en Godefroy depuis qu'il est duc de Basse-Lotharingie et hérite donc de la culture de la réforme clunisienne qui a pénétré en Basse-Lotharingie. Ce sont ces mêmes raisons qui ont fait naître des doutes chez l'empereur Henri IV vis-à-vis de son vassal et sa légitimité, ou non, à pouvoir gérer le duché de Basse-Lotharingie. Ayant sans doute participé au sac de Rome en 1084, il tombe gravement malade peu après cette expédition, certains émettent l'hypothèse qu'il en exprime des remords, et qu'il fait donc pénitence en allant défendre les chrétiens en Orient.

## Préparations à la Croisade

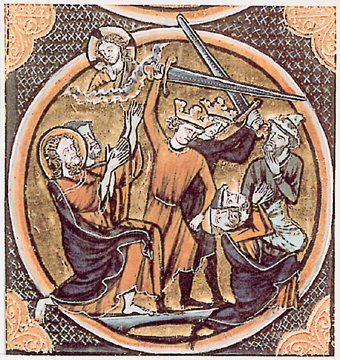
Exécution de juifs, reconnaissables au châpeau d'infamie qu'ils portent, par des païens durant la Première Croisade. Illustration d'une bible française de 1250.

### Départ de menaces envers les juifs pour accumuler de l'argent
Toujours est-il qu'il devient l'un des principaux chefs de la première croisade. Chose qui ne se fera pas sans se salir les mains, car avant même son départ pour la Terre Sainte, Godefroy fait l’objet de rumeurs au sein des communautés juives, terrifiées à l'idée qu'il puisse perpétuer un massacre envers leur communauté : le preux chevalier aurait en effet juré de venger le Christ par le sang des juifs. Les juifs de Rhénanie sollicitent alors Kalonymos, rabbin de Mayence, afin qu'il écrive à l'empereur Henri IV, qui s'est toujours montré ami des juifs, dans le but d'interdire une quelconque persécution envers eux. Parallèlement à cela, les communauté juives de Mayence et de Cologne versent au duc une somme de cinq cent pièces d'argent chacune, soit mille pièces d'argent au total, dans le but de garantir leur sécurité. Godefroy a réussi, par cette rumeur qui s'apparente au chantage, à amasser de l'argent, il rassure par la suite l'empereur, garantissant la sécurité des juifs de ces terres et assurant que la persécution de ces communautés ne lui traversait pas l'esprit.

### Massacres de juifs en Rhénanie (Mai-Juin 1096) par de futurs chevaliers de Godefroy
Vers la fin d'avril 1096, trois armées se lèvent en Rhénanie : celle de Volkmar, puis celle d'un ancien disciple de Pierre, Gottschalk, qui quitte, avec son armée, la route qu'ils avaient emprunté, traversant la Bavière puis remontant le Rhin, et finalement, celle du comte Emich de Leisingen, connu pour être un brigand et hors-la-loi. 
Ceux-ci s'adonneront à un massacre des juifs dans la Rhénanie, qui débutera en la ville de Spire, le 3 mai 1096, malgré l'interdit de l'empereur ainsi que la protection de ces communautés, non seulement par celui-ci mais également par l'évêque de la ville de Spire. Il est fortement possible que ces actes aient été indirectement encouragés par les menaces que Godefroy a proclamé envers ces communautés. Le 27 juin, cette gigantesque armée se divise : certains rentrent chez eux, pendant qu'une infime partie continue les massacres avec Volkmar, Gottschalk et Emich avant de se faire battre, majoritairement après avoir tenté de piller l'Hongrie, qui leur réserve un sort inconnu. Ces évènements rendent le roi Koloman extrêmement méfiant vis-à-vis des croisés. Une bonne partie de cette armée fusionna le 27 juin avec celle de Godefroy de Bouillon, arrêtant ce massacre afin de se préparer à la Croisade.

### Vente de possessions afin d'équiper son armée
Afin d'être apte à s'équiper d'une armée d'une taille plus importante, Godefroy hypothèque le château de Bouillon à Otbert, prince-évêque de Liège, et vend ses domaines de Rosay; mais aussi de Stenay, dans la Meuse, au prince-évêque de Verdun. La taille de son armée, mais également le titre de Godefroy, lui donnaient "un prestige qui n'était qu'accru par ses bonnes manières ainsi que son élégante apparence. Car il était grand, bien bâti, et juste, avec une barbe et des cheveux blonds, l'image parfaite d'un chevalier du Nord. Mais en tant que soldat, on lui était indifférent, sa personnalité restant dans l'ombre de son jeune frère Baudoin".

## Départ de Godefroy vers la cour impériale de Constantinople

### Départ de la Lorraine et traversée du royaume d'Hongrie

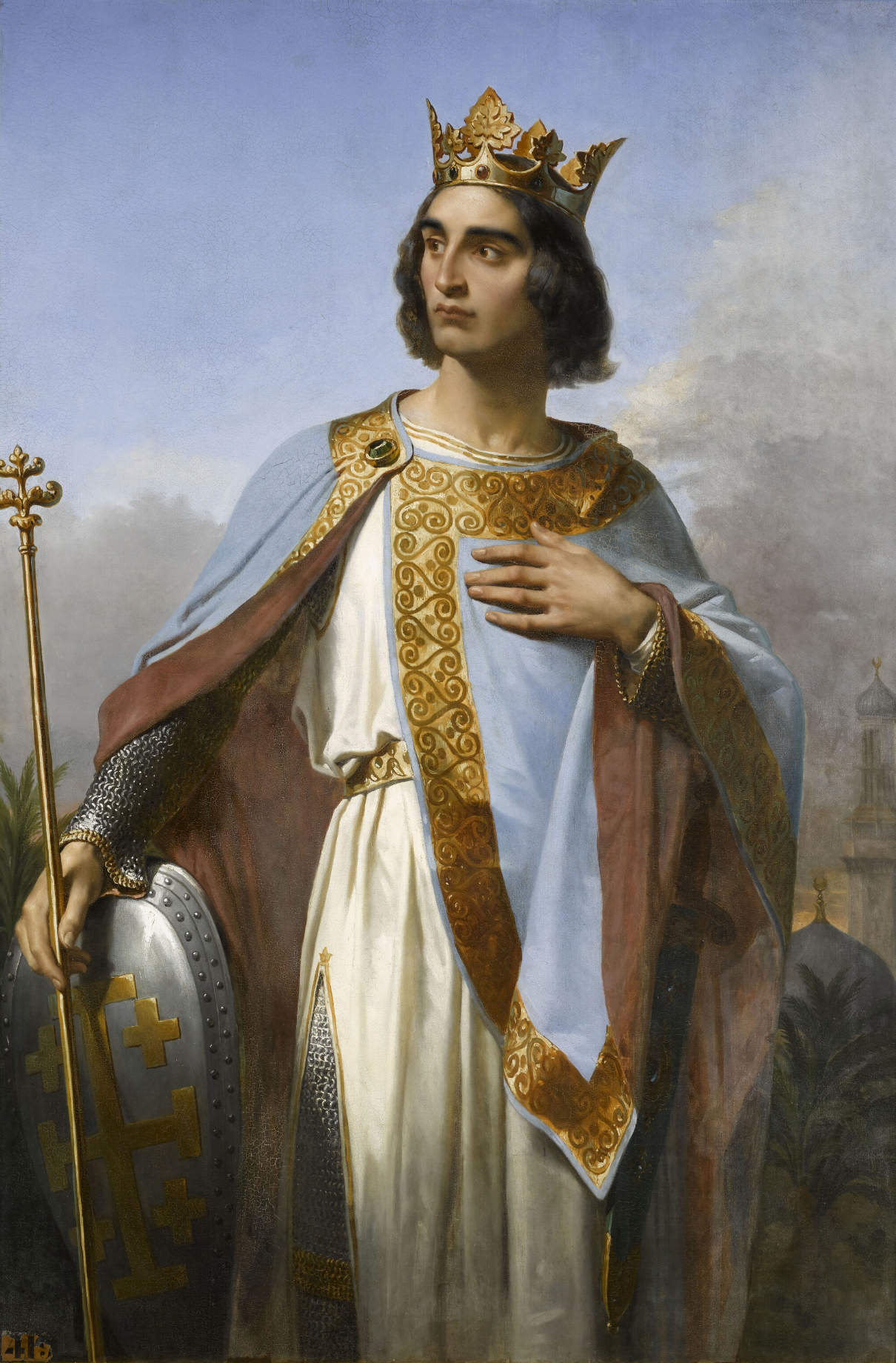
Peinture de Baudoin de Boulogne, illustre frère de Godefroy de Bouillon qui se démarquera en Orient comme croisé mais aussi comte d'Edesse puis roi de Jérusalem à la mort de son frère. Faite par Merry-Joseph Blondel. Salles des Croisades, château de Versailles.

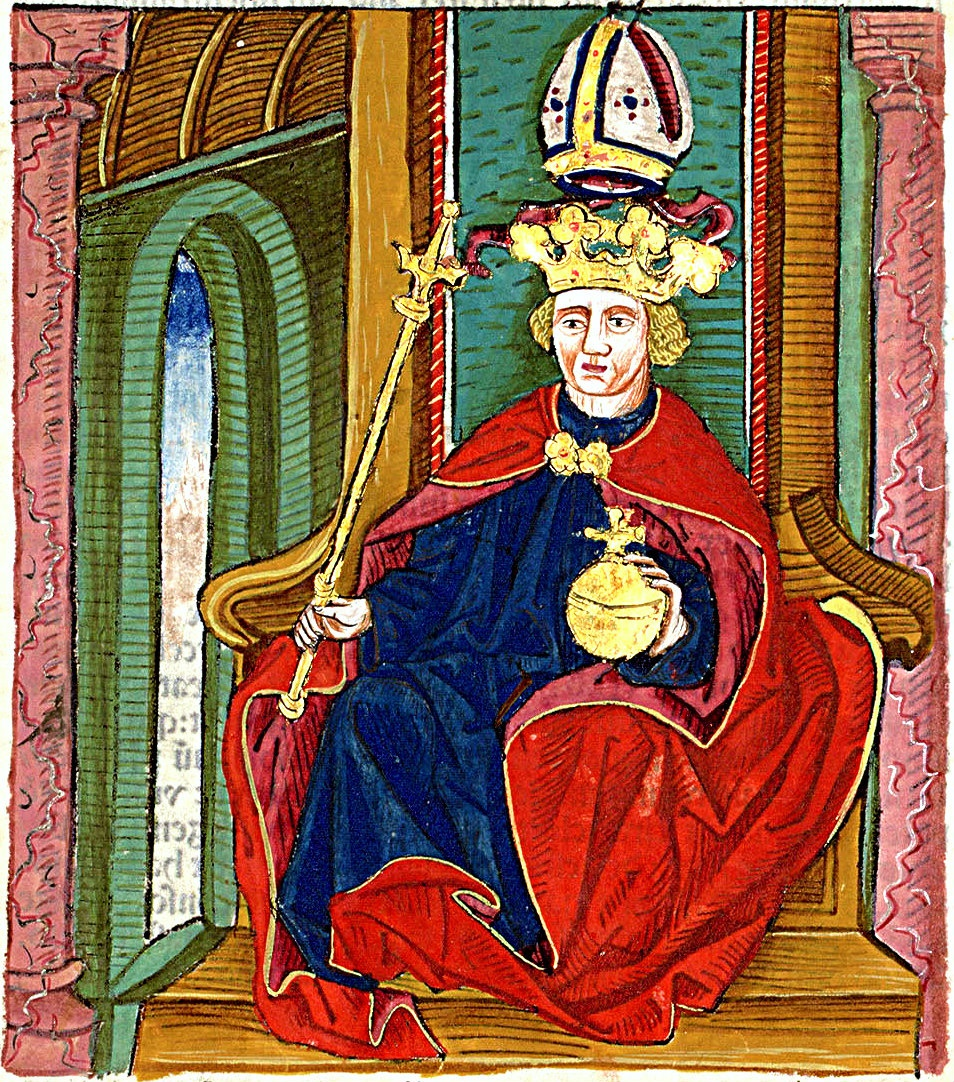
Miniature représentant le roi Coloman le Bibliophile dans Thuróczy krónika (Chronica Hungarorum), 1488.

Godefroy prend le chemin pour la croix d'outremer le 15 août 1096. Il est rejoint par son frère ainé, Eustache III de Boulogne, qui malgré son plus vieil âge est sous les ordres de Godefroy. Celui-ci est l'exact opposé de Baudoin de Boulogne, le plus jeune des trois, qui les rejoint également. Originellement destiné à être membre du clergé, il étudie à Reims et n'hérite d'aucune possession, mais il n'en ressort qu'avec un fort goût pour la culture. Il répond avec un zèle puissant au fameux cri venu de la ville de Clermont : " Deus le volt! ". Godefroy et lui se démarqueront par leurs exploits et rivalité. Les trois frères seront plus tard rejoint par Baudoin de Rethel, seigneur du Bourg, Baudoin II, comte d'Hainaut, Renard III de Toul, Warner, comte de Grez-Doiceau, Dudo, seigneur de Cons-la-Grandville, Baudoin de Stavelot, Pierre de Stenay, les frères Henry et Geoffrey d'Esch, ainsi que de nombreux chevaliers de Wallonie et de Lotharingie. Probablement gêné par le fait qu'il soutienne l'empereur dans les conflits actuels entre le Saint-Empire-Romain-Germanique et la Papauté, Godefroy n'emprunte pas l'Italie comme les autres croisés, mais décide de traverser la Hongrie, empruntant le même chemin que les pèlerins populaires, mais aussi que l'empereur Charlemagne lors d'un pèlerinage vers Jérusalem rapporté dans des légendes se propageant en Occident au même moment. Il quitte la Lorraine aux alentours de la fin du mois d'août de l'an 1096, avant d'arriver aux frontières hongroises en Octobre après avoir longé le Rhin et le Danube. A partir d'ici, il envoie une ambassade dirigée par Geoffreoy d'Esch qui est chargé de négocier un droit de passage auprès du roi Koloman de par ses précédentes expériences avec la cour hongroise. Redoutant de se faire de nouveau piller par des croisés, le roi Koloman demande, après huit jours, à ce que Godefroy de Bouillon s'entretienne personnellement avec lui en la ville de Sopron. Godefroy vient avec quelques chevaliers puis reste quelques jours auprès de la cour hongroise, à l'issue desquels Koloman apprécie probablement le duc, celui-ci autorisant son armée à traverser son royaume. Cependant, il est demandé en échange à ce que Baudoin de Boulogne, ainsi que sa femme et ses enfants, restent auprès de la cour en tant qu'otages afin de s'assurer d'aucun excès de la part des croisés. Cela est initialement refusé par Baudoin qui finit par accepter, permettant à Godefroy et son armée de passer par le royaume d'Hongrie. Koloman se porte garant pour des provisions à prix abordables pour l'armée de Godefroy alors que celui-ci prend la résolution d'annoncer à son armée que tout acte de violence de la part d'un chevalier sur ce territoire sera puni de mort. Arrivant aux frontières de l'Empire Romain d'Orient vers la fin du mois de novembre 1096, les autorités byzantines sont visiblement mises au courant par celles hongroises puisqu'elles sont déjà prêtes à recevoir l'armée de Godefroy. Baudoin, et sa famille, sont libérés, annonçant la fin de ce passage paisible par la Hongrie.

### Traversée de la péninsule des Balkans, territoire romain, et arrivée à Constantinople

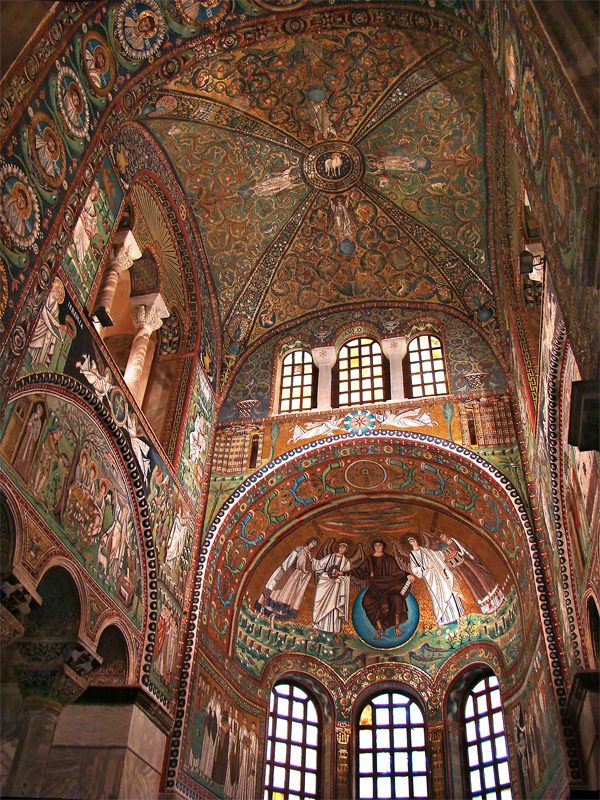
Mosaïques de la basilique Saint-Vital (VIe siècle), à Ravenne, Italie. Une des nombreuses démonstrations de la splendeur de l'art byzantin.

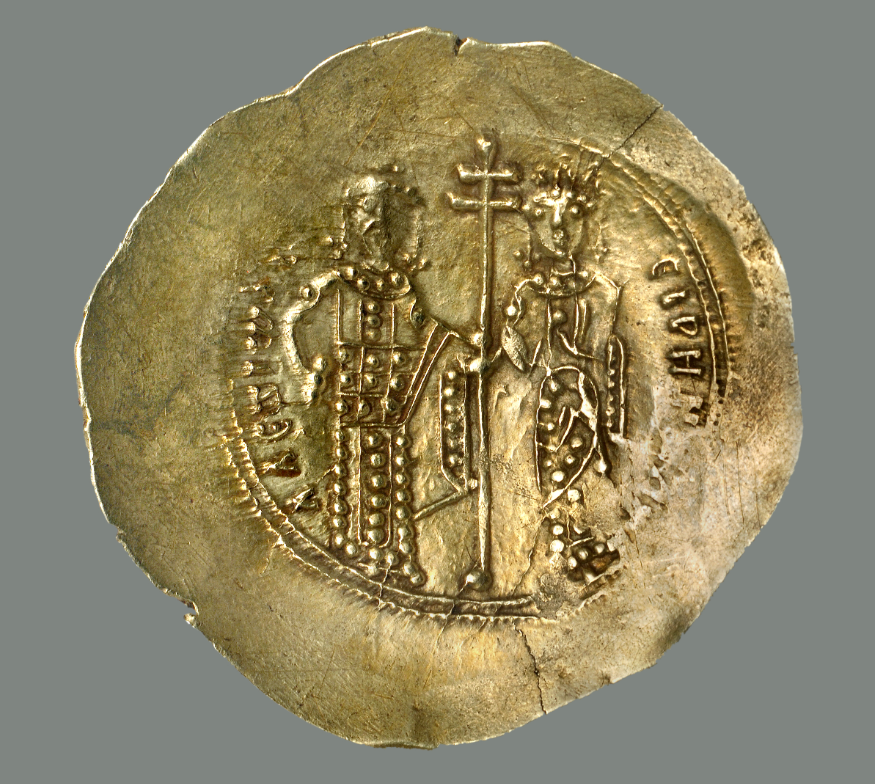
Aspron trachy (pièce) représentant l'Empereur romain Alexis Ier Komnène accompagné de sa femme Irene Doukanai. (1092, Constantinople)

Belgrade devenue déserte de par le pillage organisé cinq mois auparavant par Pierre l'Ermite, c'est en la ville de " Niš, dans laquelle le gouverneur Nicetas réside, qu'une escorte impériale attend Godefroy ". L'escorte le rencontra dans une forêt serbe à mi-chemin entre Belgrade et Niš. Les arrangements pour l'approvisionnement de l'armée ayant déjà été faits, l'avancée au travers de la péninsule des Balkans se fit sans problèmes. Une fois à Philippopolis, des nouvelles selon lesquelles Hugues Ier de Vermandois, serait arrivé à Constantinople et aurait été accueilli avec son armée par d'incroyables cadeaux arrivent jusqu'à Godefroy et son armée. Cependant, des rumeurs, et non sans fondements, selon lesquelles Hugues aurait en réalité été fait prisonnier par les romains inquiètent Godefroy. Le 12 décembre de l'an 1096, l'armée de Godefroy atteint la Sélymbrie, vers la mer de Maramara. En ces lieux, le comportement de Godefroy qui était pourtant jusqu'à maintenant irréprochable cesse soudainement d'être exemplaire, celui-ci ravageant, huit jours durant, les campagnes de ces lieux. Bien que Godefroy accuse la potentielle captivité de Hugues comme la raison de ce désordre, nous n'en connaissons pas la véritable cause. L'Empereur Alexis Ier Komnène enverra dès lors deux frères francs, Rudolph Peel de Lan et Roger, fils de Dagobert, afin de discuter avec Godefroy et le persuader de continuer son chemin vers Constantinople dans la paix. Cela fut entrepris avec succès, et en la journée du 23 décembre 1096, Godefroy et son armée posent pied dans la reine des villes, à la demande de l'Empereur, ils campent le long des rives supérieures de la Corne d'Or.

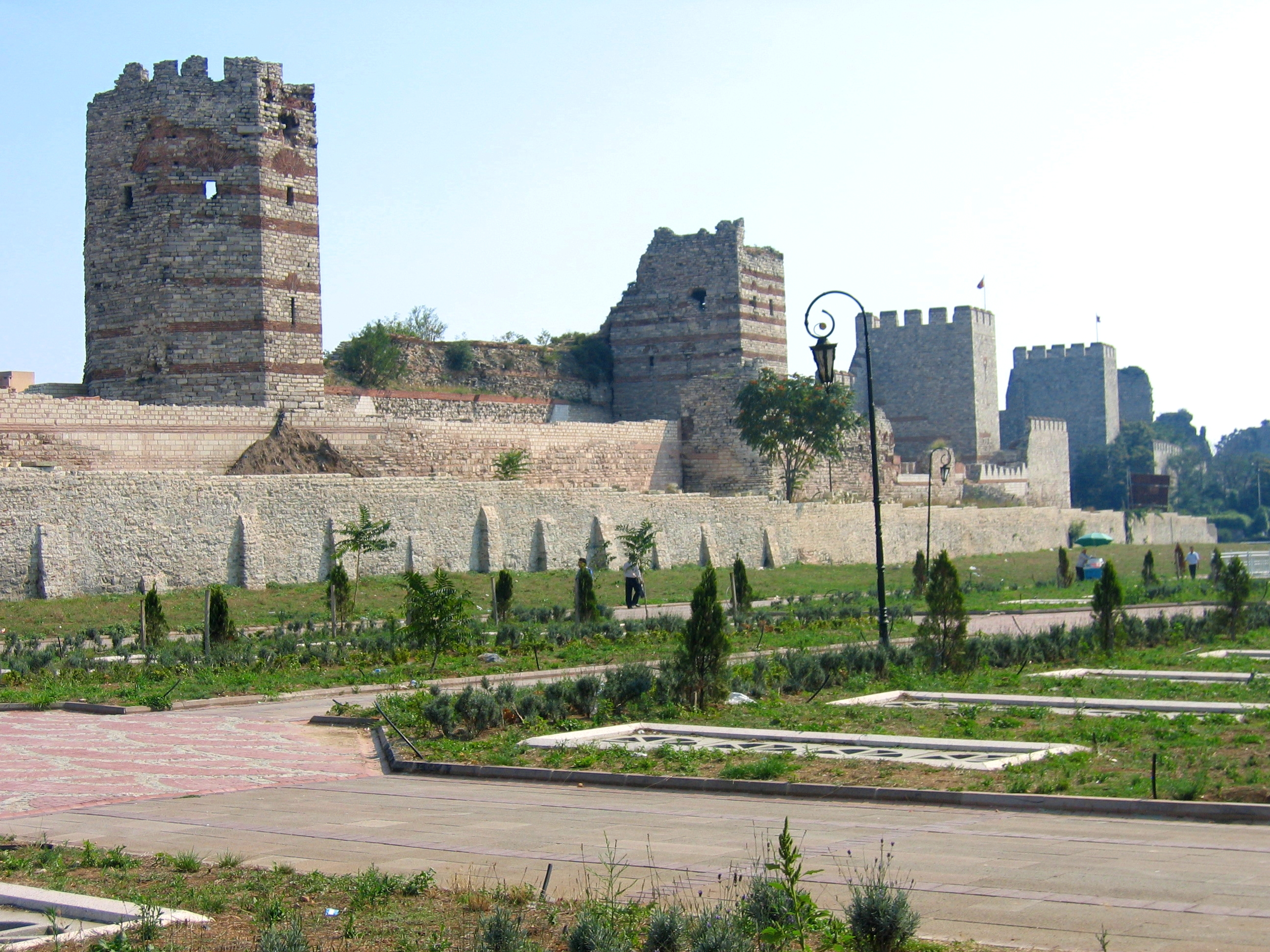
Vestiges du mur de Théodose, un des nombreux remparts qui composaient les murailles de Constantinople, donnant à la Cité la réputation de non seulement être splendide mais également imprenable.

Jusqu'à Constantinople, les péripeties de Godefroy nous sont dans l'écrasante majorité comptées par le chroniqueur occidental Albert d'Aix, mais dès ce moment, les sources occidentales et orientales au sujet de Godefroy de Bouillon se croisent. Les premières étant reportées par les chroniqueurs des différents barons occidentaux, et les secondes développées premièrement par les chrétiens grecs, comme Anna Komnène, mais plus tard également par des chroniqueurs musulmans locaux, nous permettant de tracer un portrait plus fidèle et authentique de ce personnage entouré de légendes.

## Godefroy de Bouillon et la cour impériale de Constantinople

### Des relations compliquées entre l'Empereur et l'armée de Godefroy

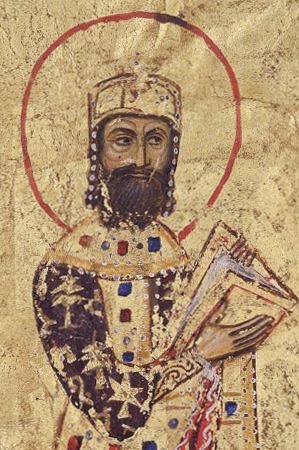
Miniature représentant un portrait d'Alexis I Komnène dans le manuscrit Panoplia Dogmatica, d'Euthyme Zigabène, proche ami de l'empereur. XIIe siècle. Bibliothèque apostolique vaticane.

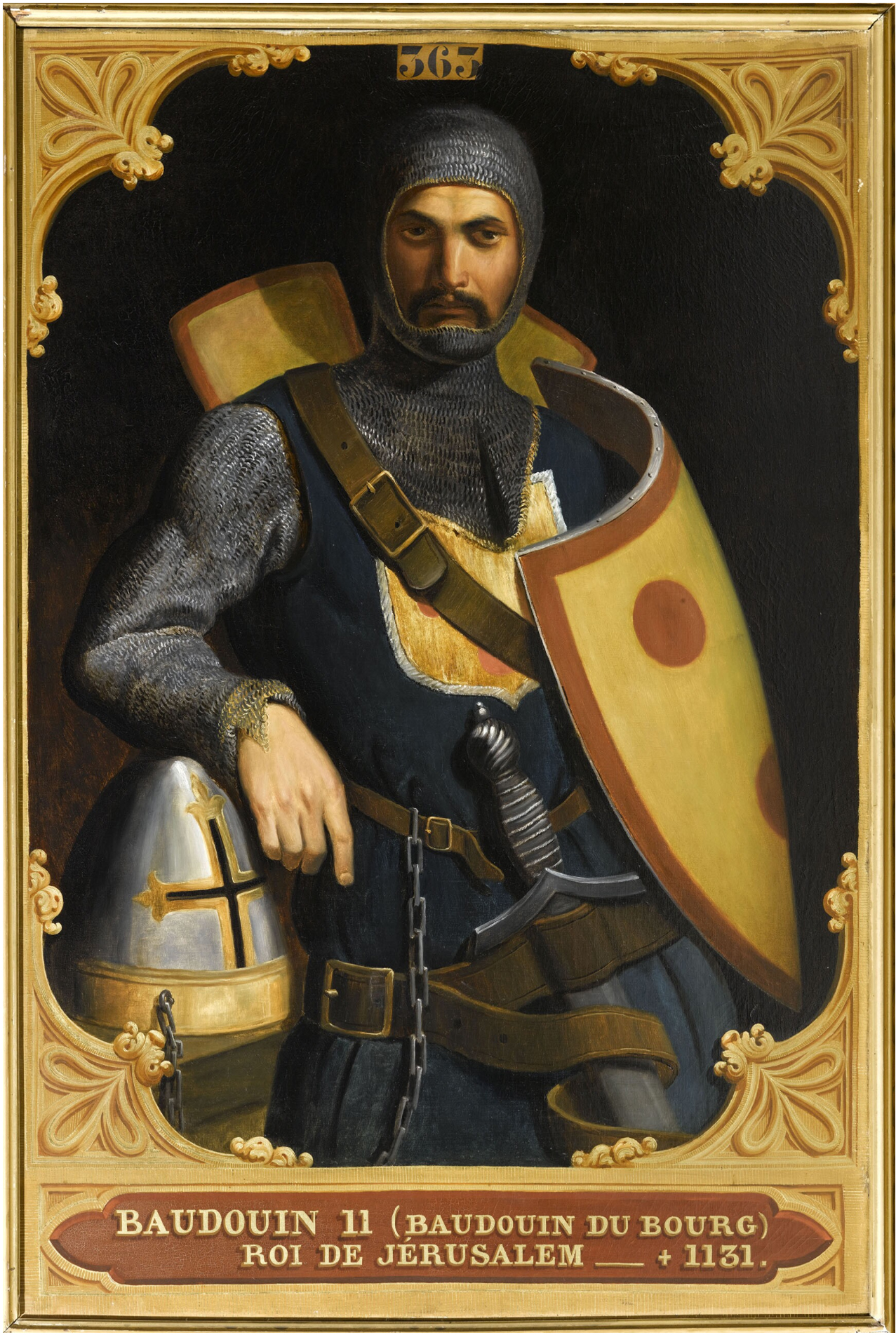
Huile sur toile représentant Baudoin II, dit Baudoin du Bourg, cousin de Godefroy de Bouillon, futur roi de Jérusalem après la mort de Baudoin de Boulogne. Musée national des châteaux de Versailles et de Trianon, Versailles.

Il est important de noter que la présence de Godefroy est perçue difficilement par l'empire chrétien d'orient, en effet, selon Anna Komnène, grande historienne byzantine, fille de l'empereur actuel, et source orientale majeure sur les croisades, Godefroy est fortement suspecté de désirer piller Constantinople, ce qui bien que peu plausible reste envisageable. Ce qui ne peut qu'être certain, c'est que l'Empereur Alexis Ier Komnène veut s'assurer que le franc prête allégeance le plus vite possible, officiellement afin de pouvoir l'envoyer hors de danger des troupes de Pierre. Ainsi, dès que Godefroy installe son campement, Alexis Ier Komnène envoie Hugues de Vermandois vers celui-ci afin qu'il le persuade de venir rencontrer l'Empereur. Le guerrier franc refuse l'invitation, dépassé par les évènements, l'attitude de Hugues, qui est en faveur de l'empereur romain, le rend perplexe. Les hommes de Godefroy viennent de prendre contact avec ce qu'il reste des forces de Pierre, qui ont justifié leur récents vandalismes comme étant une réponse aux trahisons de l'empereur, Godefroy est ému par leur propagande et ne sait pas qui croire. De plus, en tant que duc de Basse-Lotharingie, Godefroy a personnellement porté allégeance à l'empereur Henri IV, il pourrait donc en penser que cette allégeance empêche d'en porter une autre à l'empereur d'orient, qui est un rival direct du Saint-Empire-Romain-Germanique. En tout cas, Godefroy prend la décision de ne prendre aucune initiative sans préalablement consulter les autres chefs croisés qui devraient prochainement arriver, il renvoie Hugues au palais bredouille, ce qui énerve l'empereur. Dans la précipitation, l'empereur pense, à tort, qu'il poussera Godefroy à lui rendre visite s'il coupe l'approvisionnement de ses troupes. Bien que Godefroy hésite dans sa manière d'agir face à cela, ce n'est pas le cas pour Baudoin de Boulogne, qui lance des raids sur les banlieues de Constantinople jusqu'à ce qu'Alexis décide de lever sa décision sur l'approvisionnement de l'armée. Parallèlement à cela, le duc de Basse-Lotharingie décide de déplacer le campement de son armée, le long des rives opposées de la Corne d'Or, sur Pera. Cette décision stratégique est très sage, car le campement peut désormais mieux tenir les vents hivernaux, en plus d'être mieux observable par les autorités grecques, ce qui permet à l'armée de Godefroy de regagner la confiance de l'Empereur. L'Empereur approvisionne désormais les troupes occidentales avec suffisamment de nourriture pour survivre, et Godefroy dirige fermement son armée, qui ne commet pas d'excès. En la fin de janvier 1097, Godefroy est de nouveau invité mais refuse, il ne veut prendre aucune décision sans les autres chefs croisés, il envoie donc son cousin, Baudoin du Bourg, accompagné de Conon, comte de Montaigu et Geoffrey d'Esch à la cour impériale, ils écoutent les propositions de l'Empereur mais aucune réponse ne lui sera donnée.

### Montée de tensions entre francs et romains, Godefroy attaque Constantinople

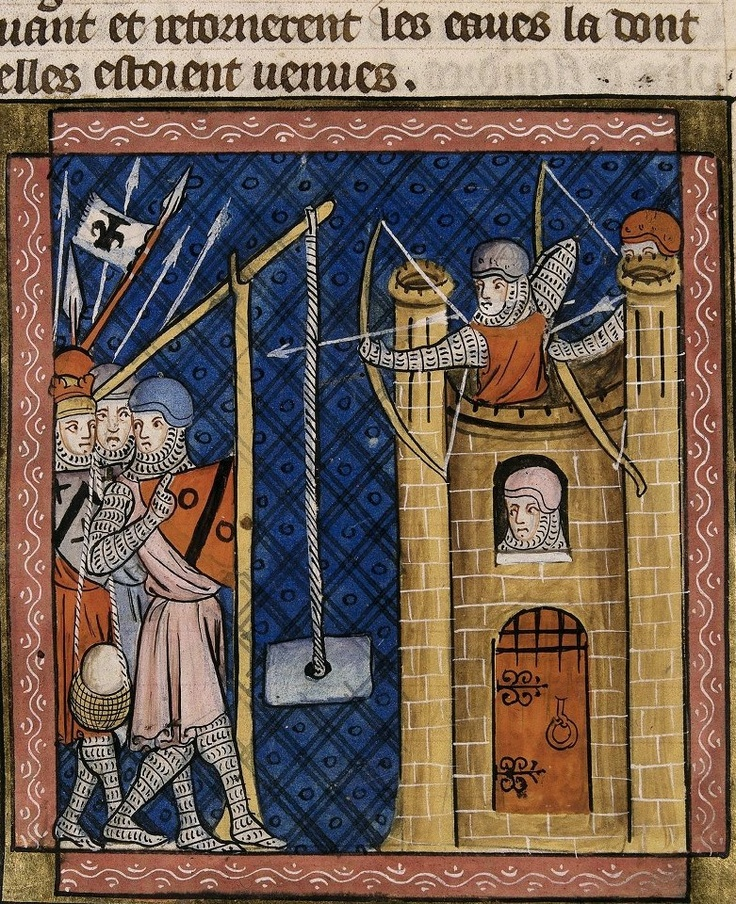
Enluminure représentant un siège. Chroniques de France ou de St Denis, Paris, 1332.

En fin Mars, Alexis apprend que d'autres armées croisées ne tarderont pas à arriver à Constantinople, il se sent dès lors dans l'obligation d'accélérer ses procédures avec Godefroy et son armée.Il coupe premièrement la nourriture destinée à leurs chevaux, puis à mesure que la Semaine sainte arrive, il coupe progressivement le poisson puis le pain. Les croisés de Godefroy répondent à cela par des raids quotidiens sur les villages byzantins avoisinant ce qui mènera à des conflits avec des troupes Petchénègues qui agissaient désormais comme une sorte de police byzantine dans les environs. Face à cette police, Baudoin tend plusieurs embuscades, à l'issue desquelles soixante membres de cette police seront arrêtés, neutralisés, et de nombreux mis à mort. Le 2 avril 1097, Mardi de la semaine sainte, encouragé par les victoires face à la police Petchenègues, et se sentant maintenant prêt à se battre, Godefroy décide de s'en prendre directement à la Ville,,. Pillant et brûlant les maisons de Pera, il fait ensuite passer ses hommes sur un pont traversant la Corne d'Or avant de les rediriger le long des murs de Constantinople et, détournant encore une fois ce que devrait être la Croisade, il s'attaque au portail permettant d'aller aux quartiers du palais des Blachernes. Il est dur de savoir si Godefroy, en s'en prenant à ces quartiers, avait pour seul objectif de faire pression sur Alexis, ou, comme les grecs l'ont pensé, avait des objectifs plus grands comme se saisir de l'Empire. La ville de Constantinople est prise par des signes de panique qui sont rapidement calmés par la présence de l'empereur Alexis Ier Komnène qui ne semble pas plus inquiété de ça par l'attaque, bien qu'il soit surpris de la nécessité de se battre en une période si sacrée pour le christianisme. Il ordonnera à ses troupes de faire une démonstration de forces sans pour autant en venir à une confrontation frontale avec l'ennemi alors que les archers byzantins décochaient des tirs volontairement au-dessus d'eux. Les croisés ne continuent pas l'attaquent et se retirent plus tard, après n'avoir tué que sept byzantins. Le lendemain, Hugues Ier de Vermandois vient protester contre les actes Godefroy qui répond en le provoquant, accusant Hugues de soumission trop forte en ayant accepté si facilement le fait d'être vassal de l'empereur. Alexis envoie plusieurs envoyés au campement de Godefroy dans le but de lui dire de déplacer ses troupes vers l'Asie, et ce même avant que Godefroy n'ait prêté allégeance à l'empereur. Les croisés choisissent d'attaquer les envoyés avant même qu'il ne puisse dire quoi que ce soit, Alexis décide alors d'en finir une bonne fois pour toute avec cette affaire et envoie la plupart de ses hommes afin de répondre à cette attaque. Après une brève contestation, les croisés s'enfuient, cette défaite permet à Godefroy de reconnaître ses faiblesses, il consente dès lors à déplacer son campement le long du Bosphore mais également à prêter allégeance à l'Empereur.

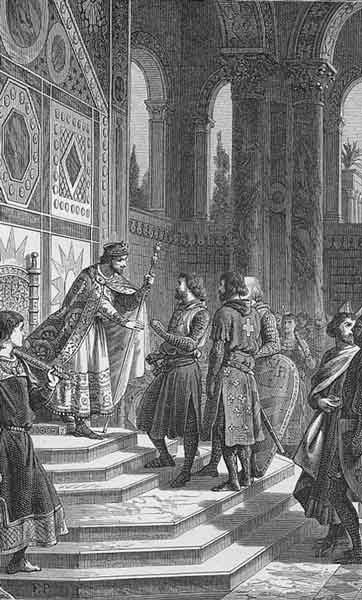
Gravure représentant Godefroy, Baudoin et leurs seigneurs prêtant allégeance à Alexis Ier Komnène tirée de la Monographie de Godefroy de Bouillon (1891).

### Allégeance de Godefroy et son armée à Alexis Ier Komnène
" La cérémonie d'allégeance a probablement eu lieu deux jours plus tard, durant le Vendredi saint. Godefroy, Baudoin et les seigneurs importants de leur armée jurèrent de reconnaître l'Empereur comme souverain de toutes conquêtes qu'ils pourraient faire et de remettre aux officiers impériaux toutes terres reconquises ayant autrefois appartenues à l'Empereur. "          
Dès lors, Godefroy reçoit, avec son armée, des sommes colossales de monnaie en guise de cadeau puis ils sont invités à assister à un banquet aux côtés de l'Empereur en personne.
Lorsque la cérémonie est terminée, Godefroy ainsi que ses troupes sont expédiés vers Chalcédoine en bateaux et débutent un long séjour en route vers Nicomédie. Il est certain qu'ils ont marché vers un campement à Pélékanon, mais la position exacte du site de Pélékanon est encore débattue aujourd'hui.
Pendant ce temps, divers seigneurs ayant prêté allégeance à Godefroy arrivent à Constantinople, ceux-ci ont probablement préférés prendre la route d'Italie et s'installent le long du littoral de Marmara, non loin de Sosthenion. Ils sont aussi têtus que Godefroy, bien qu'ils aient également l'air anxieux à l'idée d'attendre Bohémond et les normands, qu'ils savent derrière eux. Alexis convie Godefroy par la mer de rejoindre la capitale de l'Empire, dans laquelle il se réunira avec tous les petits groupes de croisés qui s'étaient dispersés lors du passage dans les Balkans.

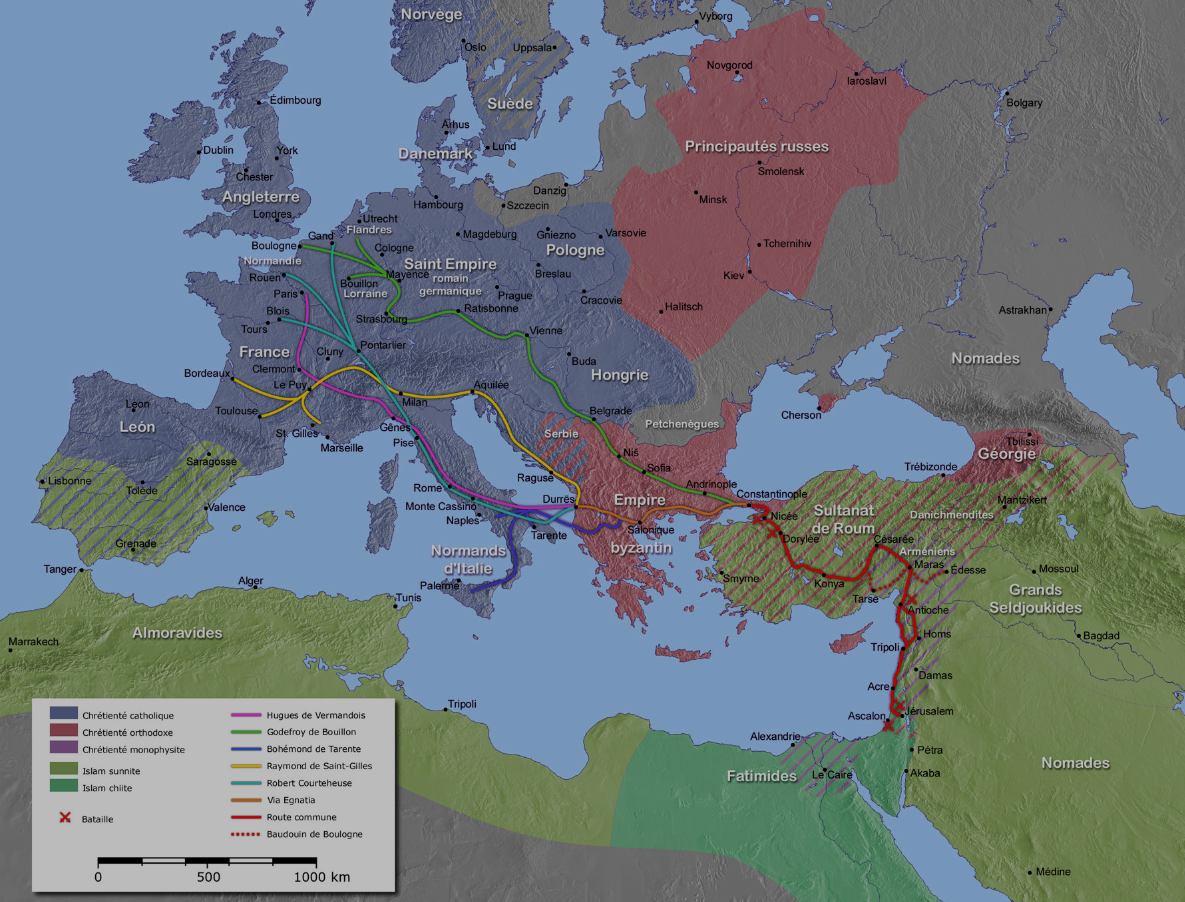
Routes principales empruntées vers Constantinople pour la Première Croisade.

Une fois cela fait, il renforce la solennité de leur serment d'allégeance en invitant Godefroy et Baudoin comme témoins de celui-ci. Il est certain que les chevaliers occidentaux étaient impressionnés par la splendeur du palais et la douceur s'en dégageant, ainsi que par l'attention cérémoniale portée et les manières polies des membres de la cour impériale. Malheureusement, beaucoup d'entre eux en sont frustrés, " leur orgueil blessé les font agir de manière obstiné et désagréable, comme de vilains enfants. "

## La Reconquête de l'Anatolie
Afin de mieux comprendre les fortes personnalités entourant Godefroy de Bouillon et avec qui plusieurs enjeux géopolitiques seront tissés, vous êtes invités à lire les brèves présentations des autres barons de la Croisade dans L'arrivée à Constantinople et la réunion des chefs croisés sur l'article Première croisade. Cet article n'aborde que le point de vu de l'armée de Godefroy, pour avoir une vision complète de la Croisade et ses batailles, veuillez vous rendre sur les articles des autres barons de la croisade ou de la Première croisade. 

### Le Siège de Nicée comme début de la Campagne Militaire

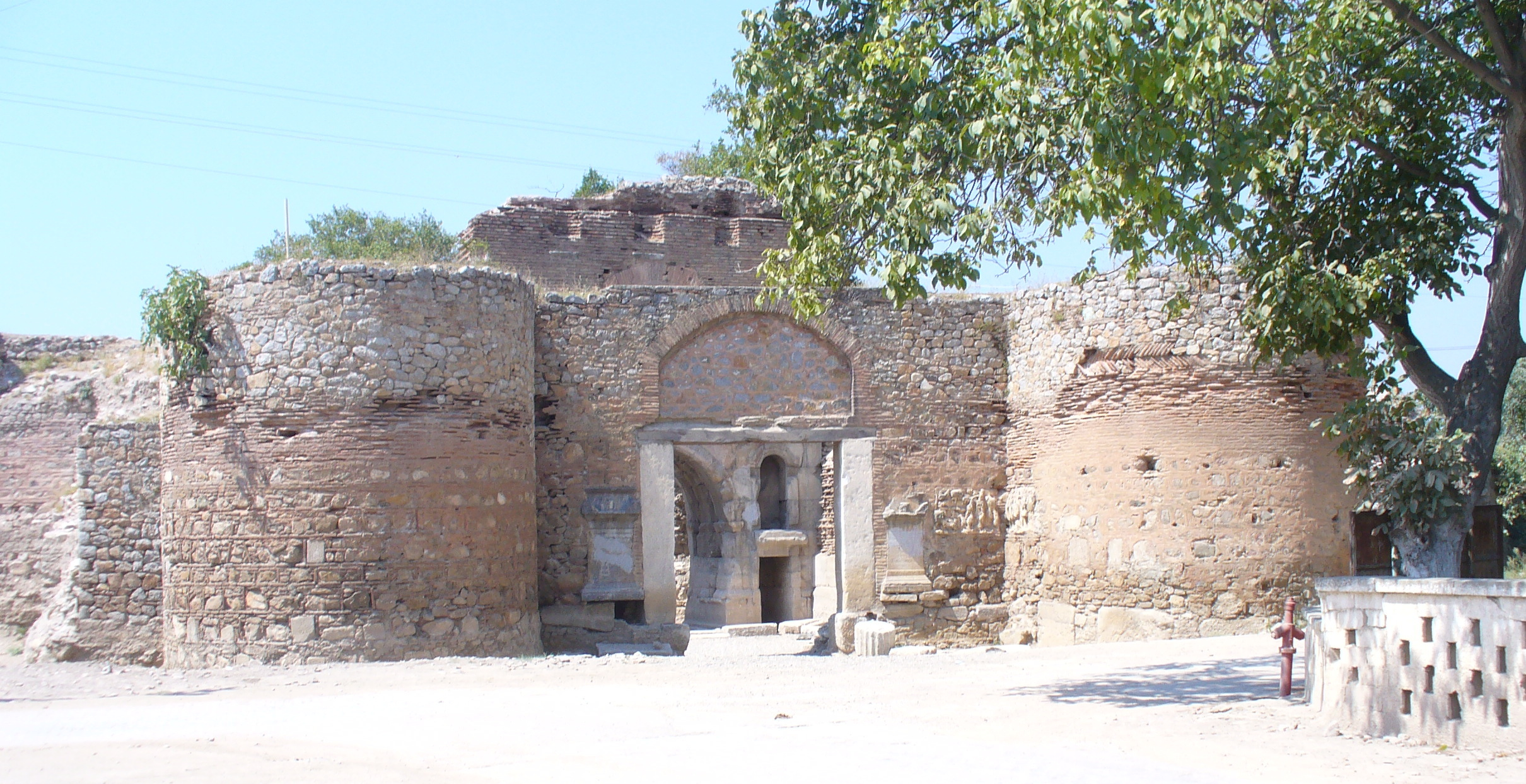
Porte de Lefke, vestige des fortifications romano-byzantines de la ville de Nicée. Elles consistent en une suite de trois murs de 5 à 7m de large pour 10 à 13m de haut.

L'objectif principal de la Croisade, pour les byzantins, est de débarrasser l'asie mineure des turcs. Ainsi, si les croisés veulent atteindre Jérusalem et libérer la terre sainte des forces musulmanes, ils devront d'abord nettoyer les routes d'Asie Mineure. Le premier objectif de cette campagne militaire est de récupérer la ville de Nicée, nouvelle capitale des turcs seldjoukides en Asie Mineure depuis qu'ils l'ont conquis en 1081. Le moment pour attaquer est parfait, le sultan ne prend pas au sérieux la menace occidentale, sa victoire aisée face aux troupes de Pierre l'Ermite lui a appris, à tort, de sous-estimer les croisés. Convaincu que les croisés ne pénètreront jamais Nicée, il y laisse sa femme, ses enfants et ses trésors alors qu'il règle des affaires sur ses frontières orientales. Ce n'est que lorsqu'il reçoit des informations sur les armées campant au site de Pélékanon qu'il décide d'envoyer une armée pour Nicée. 
Le 26 avril 1097, Godefroy quitte le site de Pélékanon et marche vers Nicomédie. Il y reste trois jours avant d'être rejoint par l'armée de Bohémond sous les commandements de Tancrède, une petite unité militaire byzantine spécialisée dans les engins de siège sous la direction de Manuel Butumites leur tient également compagnie.
A partir de Nicomédie, Godefroy dirige l'armée vers Civetot, les cadavres des hommes de Pierre l'Ermite couvrent encore le sol, avertissant Godefroy et l'armée croisée sur le sort qui peut les attendre ici. Il décide donc de prendre des précautions pour cette avancée, positionnant les éclaireurs et ingénieurs à l'avant afin de nettoyer et élargir le passage. Il prend également l'initiative de marquer leur chemin avec des croix en bois afin de guider les futurs croisés et pèlerins sur le chemin qu'ils ont emprunté.

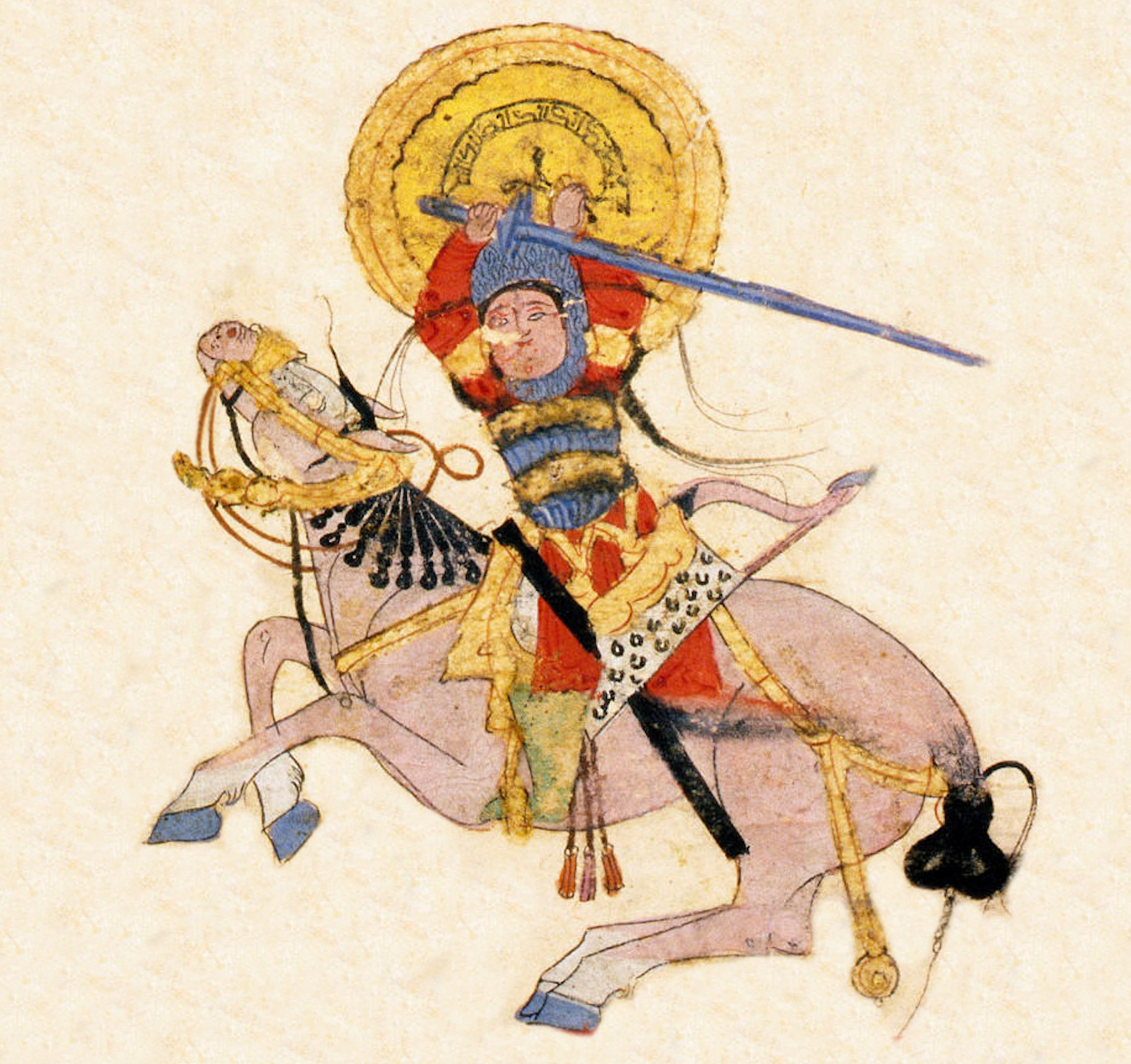
Illustration d'un Cavalier seldjoukide d'Anatolie, dans le roman Varqe et Golšâh. XIIIe siècle. Konya, Sultanat de Roum.

Le 6 mai, ils arrivent à Nicée, les deux-cent-quarante tours surplombant les murs de la ville en imposent, mais pas assez pour en décourager les croisés. Godefroy de Bouillon décide d'installer un campement le long du mur septentrional (nord) de la ville, Tancrède s'occupe donc de camper à l'extérieur du mur oriental. Le mur méridional (sud) est considéré gardé par l'armée de Raymond de Saint-Gilles, qui n'est toujours pas arrivée. La ville est désormais inaccessible par voie terrestre, Nicée se trouvant sur la rive est du lac d'Ascagne, le mur occidental est naturellement une mauvaise option pour les ravitaillements par terre.
Aux environs du 14 mai 1097, Bohémond rejoint Tancrède à l'est, et de meilleures provisions sont apportées aux croisés par l'Empereur.
Le 16 mai 1097, l'armée de Raymond pose son campement, peu de temps après, l'armée turque envoyée par le sultan à la suite des observations à Pélékanon arrive. Elle prend la fuite après une brève confrontation, se sachant vaincue, attendant l'arrivée d'une plus grosse armée dirigée par le sultan Kirlij Arslan Ier lui-même. Des négociations pacifiques sont prises pour que la ville se rende, mais lorsque les turcs apprennent que le sultan n'est plus loin.
Le 21 Mai, le sultan arrive et tente une attaque surprise et rapide sur les croisés au sud de la ville dans le but de forcer une entrée dans la ville de Nicée. Godefroy ne peut leur venir en aide, devant tenir fermement le mur septentrional de la ville. L'armée de Robert de Flandres vient en aide à Raymond, combattant toute la journée avec l'armée turque, qui ne peut rien contre les équipements avancés des occidentaux. La nuit-même, le sultan bat en retraite, de nombreuses pertes se ressentent des deux côtés. Sans perdre de temps, les croisés décident donc de débuter le siège de Nicée. La ville continuant d'être alimentée par le lac, il est supplié à l'Empereur d'assister la prise de la ville, ce à quoi il répond en envoyant une flotte, bloquant désormais tout accès turc à la ville. Sachant l'ennemi affaibli, un assaut est organisé pour le 19 Juin 1097, mais au matin de cette journée, un étendard impérial flotte au-dessus de la ville, les turcs se sont rendus à l'Empereur. Personne n'est contre les négociations de l'Empire, Nicée n'intéressant aucun chef croisé, ils ne voient aucun intérêt à perdre du temps et des hommes sur cette ville. 
La prise de Nicée emplit l'entièreté de l'armée d'une forte joie, ils espèrent réussir tout autant à l'avenir. La Croisade a prouvé être pleine de succès, ce qui attire de nouveaux hommes et de nouvelles aides.

### Une nouvelle stratégie à la Bataille de Dorylée
Aux environs du 28 Juin, une semaine après la prise de Nicée, Godefroy et les croisés s'en vont pour le pont du Sangarius, une fois au pont, les croisés se réunissent en un petit village du nom de Leuce. La décision de diviser l'armée croisée en deux y est prise : les normands de Bohémond et de Robert Courteheuse se réunissent, formant le premier groupe et partent pour Dorylée. Tandis que les forces provençales de Raymond fusionnent avec l'armée lorraine de Godefroy. Cette initiative a pour but de rendre l'approvisionnement plus simple, chaque armée devant succéder à l'autre lors des batailles avec un jour d'intervalle. 

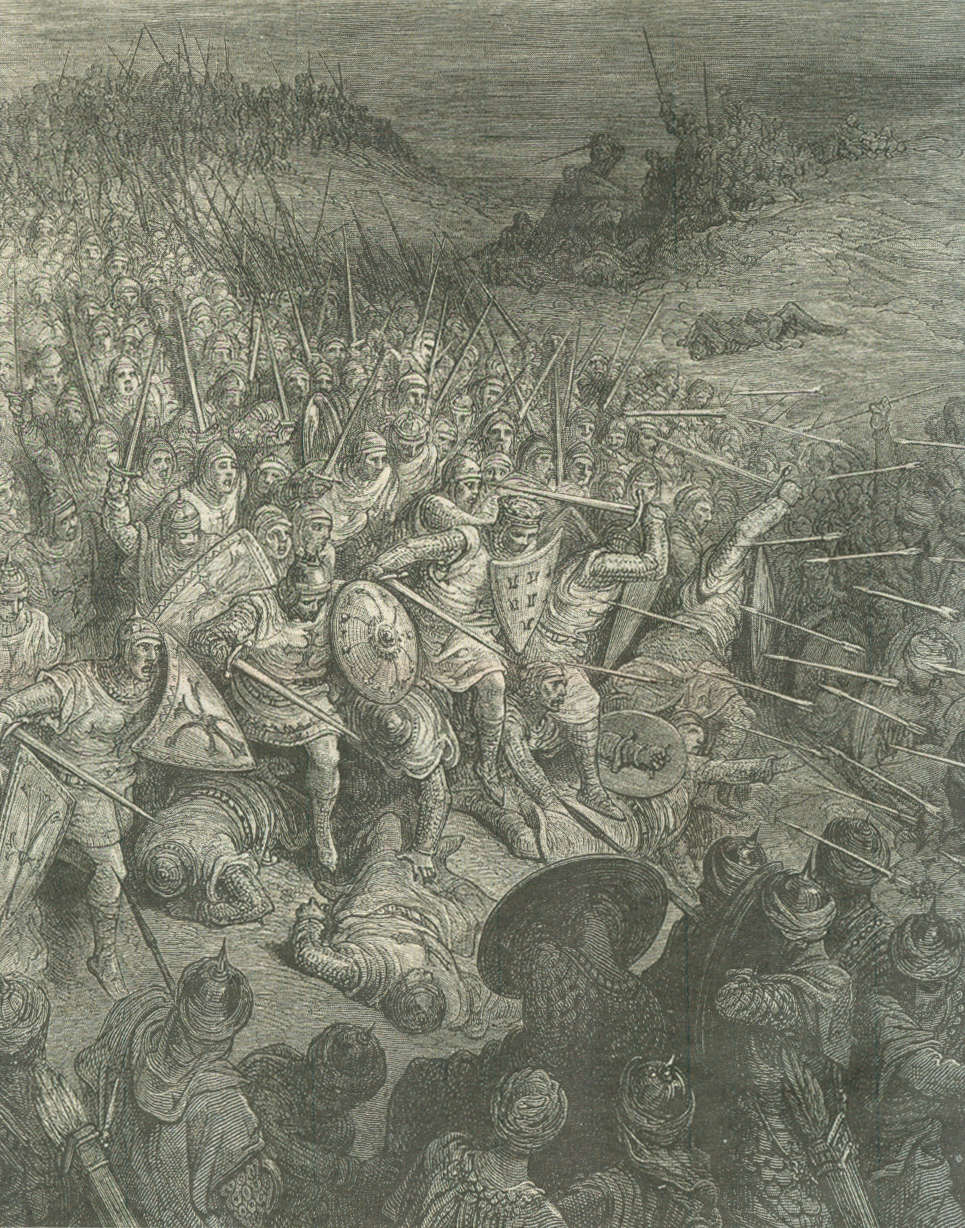
Bataille de Dorylée (Gustave Doré)

Les croisés reprennent leur route vers la Terre sainte. De son côté Kılıç Arslan Ier, sultan de Roum, bat le rappel des Turcs seldjoukides et attaque par surprise les croisés à la bataille de Dorylée, le 1er juillet 1097,,. La victoire des croisés leur ouvre la voie de l'Anatolie. L’armée progresse difficilement, endurant la faim et la soif, perdant ses chevaux en grand nombre et rendant les guides grecs responsables de ses maux. Vers le 1 août, Godefroy est grièvement blessé par un ours lors d'une chasse. Il mettra des semaines à se rétablir. Vainqueurs des Danichmendides et de l’émir de Cappadoce à Héraclée (en), les croisés traversent le Taurus et sont accueillis favorablement en Cilicie par les Arméniens installés là depuis le milieu du XIe siècle. Durant le mois de mars, Thoros d'Édesse demanda l'aide des croisés pour faire face aux attaques turques. Baudouin, qui se porta à son secours, s'imposa peu à peu dans la ville. Menaçant de repartir, il obliga Thoros à l'adopter comme successeur. Lorsque le 9 mars 1098, Thoros trouva la mort au cours d’une émeute, Baudouin devint comte d'Édesse.

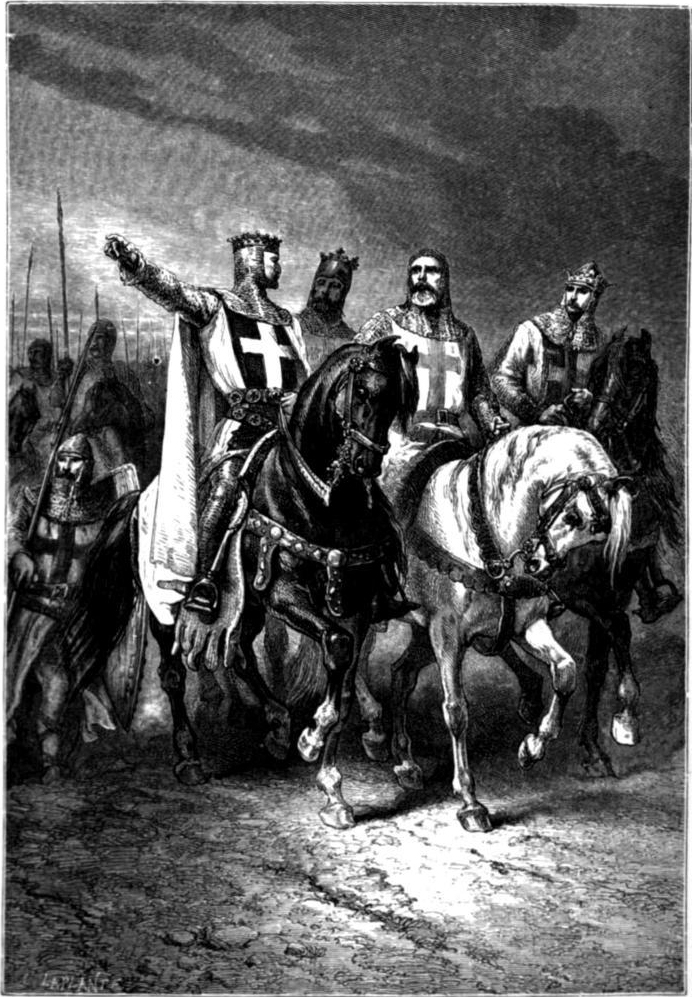
Les dirigeants de la première croisade : Godefroy de Bouillon, Bohémond de Tarente, et Tancrède de Hauteville.

Les croisés atteignent l'Oronte le 20 octobre 1097. Godefroy de Bouillon, Bohémond de Tarente et Raymond IV de Toulouse, ne sont pas d'accord sur ce qu'il convient de faire pour s'emparer d'Antioche. Raymond voudrait lancer l'assaut, tandis que Godefroy et Bohémond préfèrent assiéger la ville. Bohémond s'installe au nord-est, face à la porte Saint-Paul. À l'ouest, Raymond place son camp face à la porte du Chien, et Godefroy face à la porte du Duc. Au sud, se trouvent les tours des Deux Sœurs, et plus loin sur les hauteurs, se dressent la citadelle et la porte de Fer. Au nord-ouest, la porte Saint-Georges n'est pas bloquée par les croisés, et continue d'être utilisée pour ravitailler la ville. Le siège d'Antioche s'éternise et en décembre Godefroy tombe malade. Les approvisionnements diminuent à l'approche de l'hiver. À cause du manque de nourriture, un homme sur sept et environ 700 chevaux périssent. Des chevaliers et des soldats commencent à déserter. La situation est si désespérée qu'Alexis Ier ne juge pas utile d'envoyer renforts et ravitaillement.

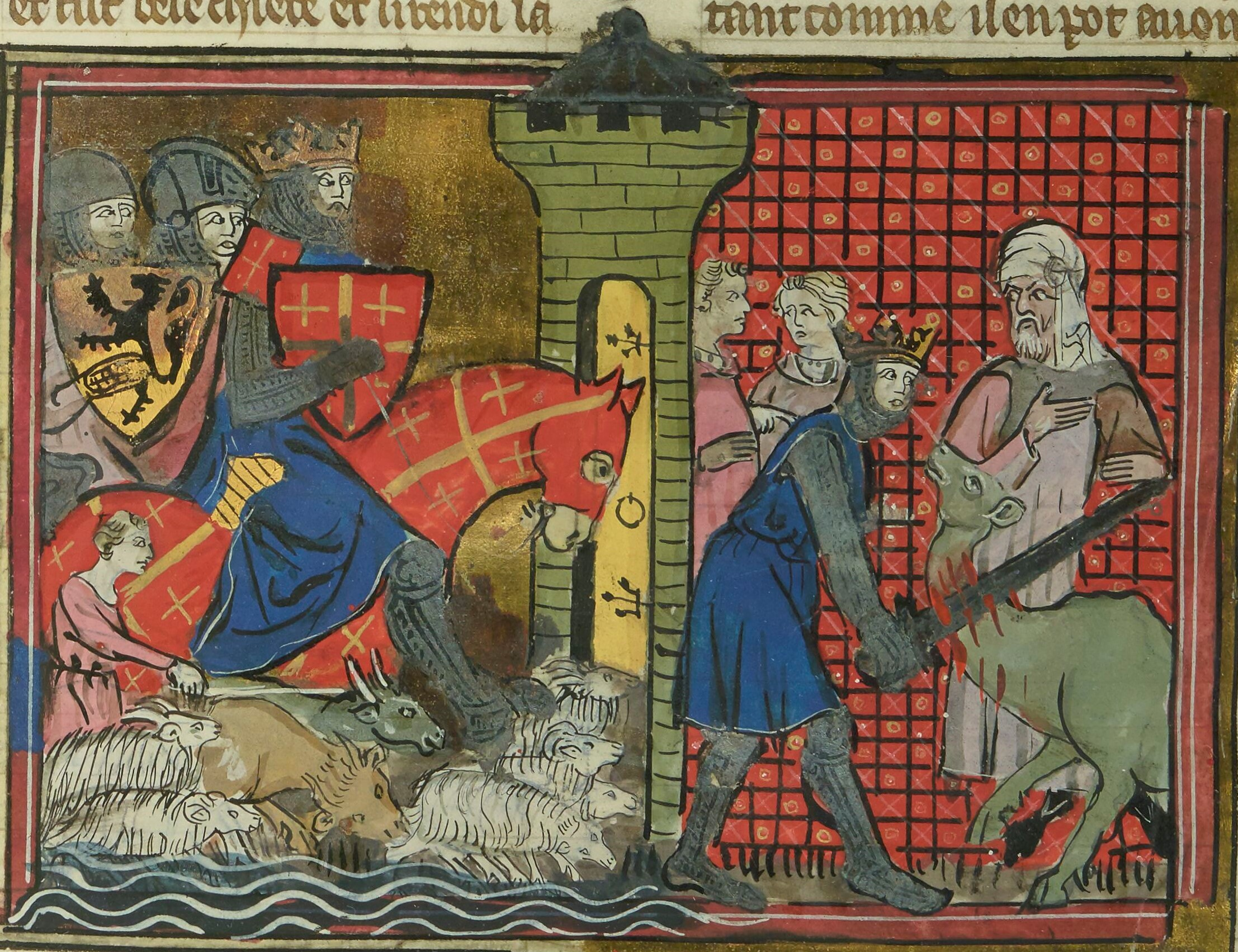
Godefroy de Bouillon passe le Jourdain et tue un chameau. Enluminure du manuscrit Li rommans de Godefroy de Buillon et de Salehadin....
Paris, BnF, département des manuscrits, ms. Français 22495,, 1337.

Enfin le 3 juin, grâce à une ruse de Bohémond et avec l'aide d'un arménien nommé Firouz, les croisés réussissent à entrer dans Antioche et finissent par prendre la ville. Dès le lendemain, une énorme armée de secours turque commandé par l'émir Kerbogha arriva et campa devant Antioche. D'assiégeants devenu assiégés, la situation des croisés devint précaire. Le 14 juin, une relique de la Sainte-Lance est découverte sous les dalles de la cathédrale Saint-Pierre par un pèlerin provençal nommé Pierre Barthélemy. Ce miracle redonna du courage aux croisés. Le 27 juin, ils sortirent de la ville, attaquèrent l'armée turque et bien qu'elle fût de supériorité numérique, la vainquirent.
Alexis Ier n'ayant pas tenu ses promesses, ils se considèrent déliés de leur serment envers l'empereur. Bohémond, se considérant comme le vainqueur d'Antioche, refuse de la lui restituer. Cela crée des tensions entre lui et Raymond de Toulouse qui est resté fidèle à sa parole. Durant l’été, tandis qu’une épidémie sévit à Antioche et emporte le légat Adhémar de Monteil, les croisés se répandent dans les régions voisines, s’emparent au sud de Lattaquié et de Ma`arrat, ou consolident leurs positions en Cilicie. Godefroy partit rejoindre son frère Baudouin à Édesse. Celui-ci lui remit les deux petites places fortes de Ravendel et Turbessel. Il pacifia la région en prenant comme allié l'émir Omar de la place forte d'Azaz, le défendant contre son seigneur Ridwan, le prince d'Alep. Il démentela également un repaire de brigands, commandé par un certain Pancrace, qui lançait des raids dans la région.
Au mois d'Octobre, Godefroy se rendit à Antioche où un conseil des barons devait avoir lieu. À cause d'un retard de Bohémond, le conseil ne commença que le 5 novembre mais il ne produisit aucune solution à la querelle entre Raymond de Saint-Gilles et Bohémond au sujet d'Antioche. Ces tergiversations irritèrent le reste de l’armée, qui détruisit les fortifications de Ma`arrat, conquise par Raymond de Toulouse pour le forcer au départ.
L'armée croisée reprend la route de Jérusalem le 13 janvier 1099, remontant la vallée de l'Oronte, sans être inquiétée par les émirs arabes de la région. Godefroy tenta de s'emparer de la ville de Jabala mais échoua à la suite d'une rumeur. Rejoignant la côte, l'armée s’empare de Tortose et de Maraclée (en). Sous la pression de ses soldats, Raymond de Toulouse doit abandonner le siège d'Arqa dont il comptait faire le centre de ses futures possessions. Suivant la côte jusqu’à Jaffa, les croisés entrent à Bethléem le 6 juin et mettent le siège devant Jérusalem le lendemain. Godefroy décide placer ses hommes devant la tour de David, et la porte de Jaffa. Des échelles en bois pour grimper sur les murs sont construites. Le 13 juin, une tentative de prendre d'assaut la ville échoue. Une expédition en Samarie et l’arrivée d’une flotte génoise à Jaffa le 17 juin fournissent le matériel nécessaire à la construction de machines de siège.
Sous la direction de Gaston de Béarn, les semaines qui suivirent furent utilisées à la fabrication d'échelles, de châteaux de bois et d'autres engins de guerre. Le 9 juillet, Godefroy décida de déplacer ses troupes et de les positionner au nord-est de la ville, entre la Porte d'Hérode et la Tour des Cigognes, zone qu'il estimait plus faible. Le 14 juillet, on lança l'assaut, sans succès d'abord. Le 15 juillet, l'attaque reprit et Godefroy réussit à atteindre les murailles de la ville avec sa tour en bois. Vers 9h00, deux chevaliers frères de Tournai, Liétaud et Engilbert, furent les premiers à poser le pied sur la muraille de la ville, bientôt suivis par Godefroy et son frère Eustache. Sous ses ordres ainsi que ceux de Tancrède et de Raymond de Toulouse, Juifs et musulmans sont massacrés sans pitié, aussi bien hommes que femmes. Ce massacre « n'est pas seulement un crime, mais une faute politique grave puisqu'il fait des Fatimides (…) des adversaires désormais moins disposés à un accord éventuel ».Godefroy semble ne pas avoir participé au massacre. Il retira sa cotte de mailles, se revêtit d'une simple tunique et pieds nus, sortit de la ville et effectua toutes les stations de la Via Dolorosa.

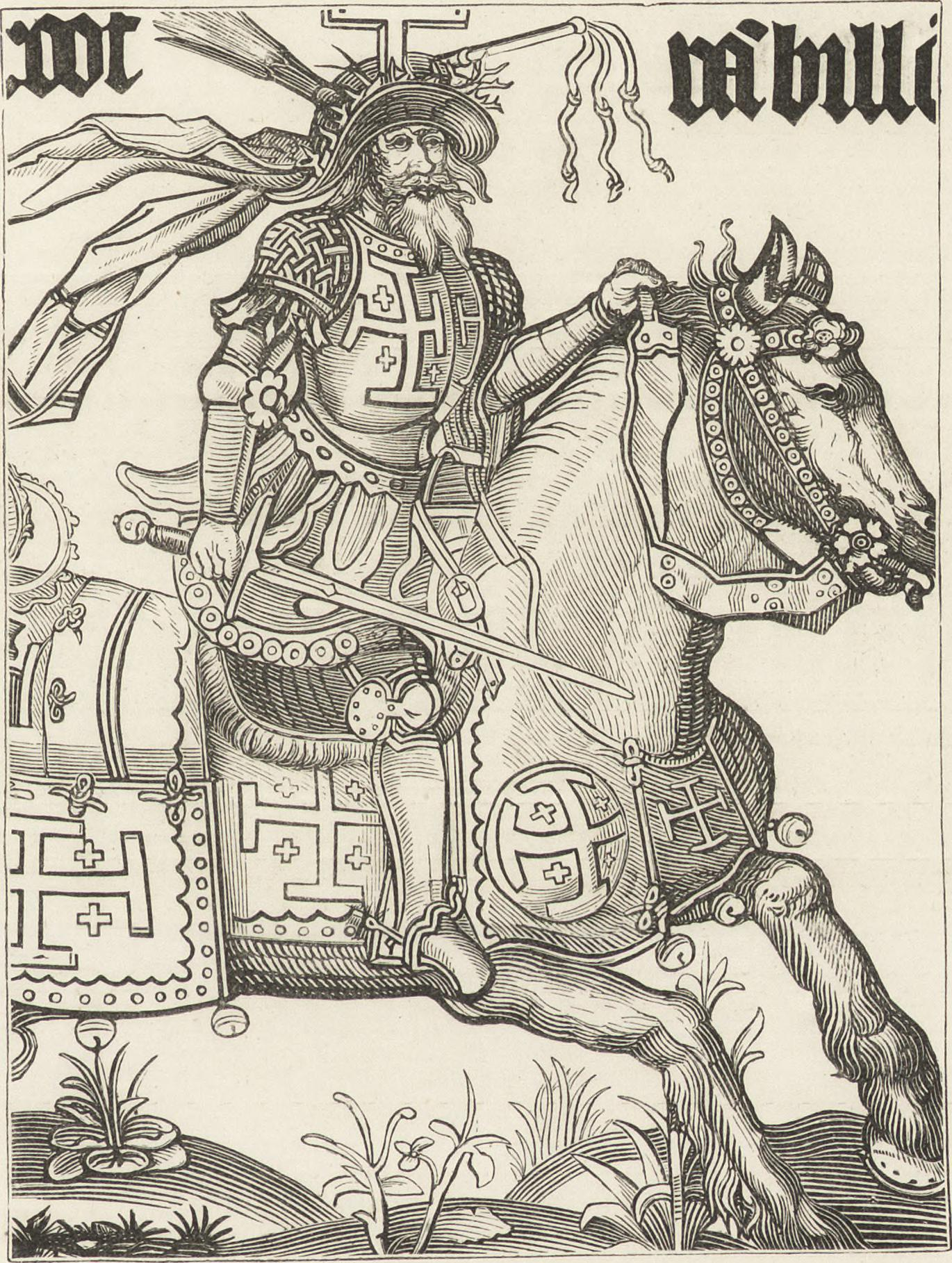
G. de Bouillon couronné des signes de la Passion, v. 1870.

## Le royaume de Jérusalem

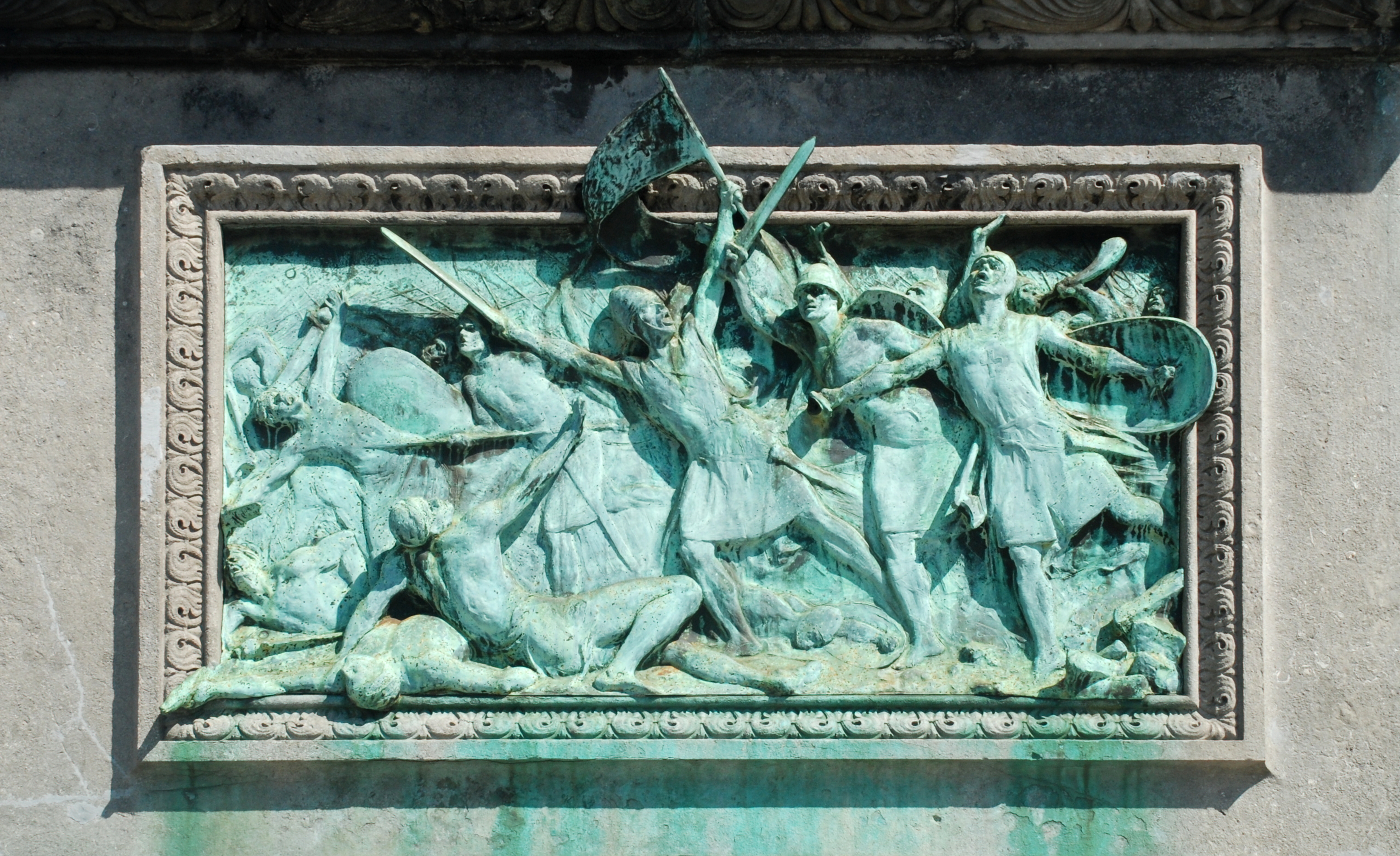
Bas-relief représentant l'assaut de Jérusalem sur le socle de la statue de Godefroid de Bouillon à Bruxelles.

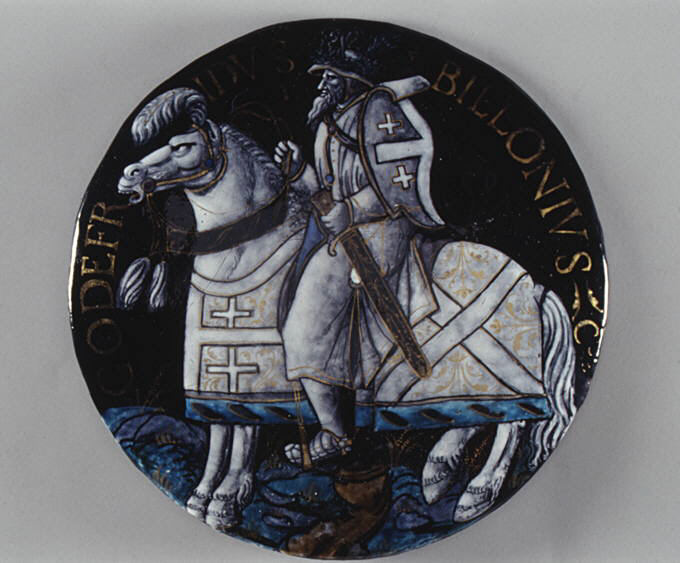
Godefroy de Bouillon, par Colin Nouailher, d'après Jacob Cornelisz van Oostsanen, v. 1541, Metropolitan Museum of Art.

Dès le 17 juillet, les barons se réunissent afin d'élire le futur roi de Jérusalem. Seuls deux candidats pouvaient prétendre à la couronne de Jérusalem : Raymond IV et Godefroy de Bouillon. Sous la pression des barons mais peut-être aussi sous celui du Saint-Siege, la couronne de roi de Jérusalem lui est proposée mais il la refuse, arguant qu'il ne peut porter de couronne d'or là où notre sauveur Jésus-Christ a dû porter une couronne d'épines. Il accepte le titre d'avoué du Saint-Sépulcre et se contente de la charge de baron.

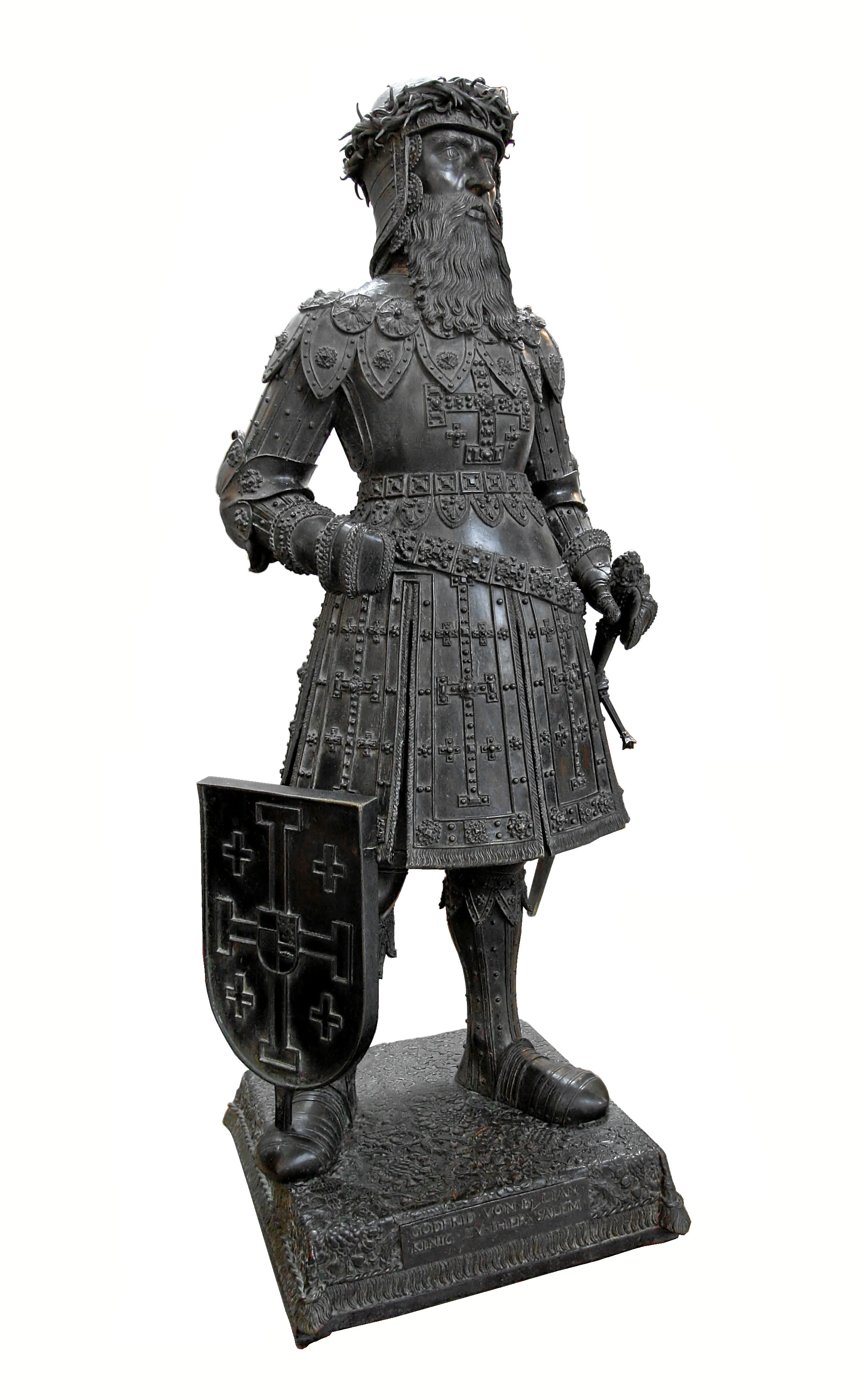
Statue en bronze de Godefroy de Bouillon à Innsbruck.

Ce choix signifie qu'il considère la Terre sainte, et Jérusalem avant tout, comme la propriété du Christ et donc, par extension, du Saint-Siège. Il se positionne ainsi en serviteur, en défenseur de l'Église. Il est nominalement seigneur du Saint-Sépulcre tout en se maintenant sous l'autorité ecclésiastique. Son titre lui confère les responsabilités suivantes : il doit d'abord avec ses vassaux garder Jérusalem et le tombeau du Christ, puis distribuer des terres aux chevaliers, conquérir et pacifier les villes aux alentours, rendre la justice et pérenniser l'économie locale. Godefroy donne à ses nouveaux États un code de lois sages, connu sous le nom d'Assises de Jérusalem. Il doit compter avec l'opposition de Daimbert de Pise, le patriarche de Jérusalem qui désire faire du royaume de Jérusalem une théocratie avec le Pape à sa tête représenté par le patriarche.
Vingt jours après la prise de Jérusalem par les croisés, l’armée d’Al-Afdhal, vizir fatimide d'Égypte, forte de 30 000 hommes, atteint la Palestine. Le vizir hésite à attaquer la Ville sainte, et prend position près d’Ascalon. Il envoie des émissaires à Godefroy de Bouillon, lui proposant un arrangement s’il quitte la Palestine. Pour toute réponse, les croisés marchent sur Ascalon et, le 12 août 1099, repoussent l’armée égyptienne, faisant des milliers de victimes.
Durant son court règne, Godefroy se concentre à renforcer sa position dans ce nouveau royaume. Avec l'aide de Tancrède, il soumet une grande partie de la Galilée. Pour le remercier, il lui cède la place de Tibériade en fief. Il doit également faire face à Raymond IV qui refuse de lui céder Ascalon qui finalement restera fatimide encore un demi-siècle. Puis il tente de prendre d'assaut la place forte d'Arsouf, mais qui ne cède pas.
Pour les fêtes de la Nativité, Godefroy accueille son frère Baudouin et son compagnon d'arme Bohémond, venus faire leur pèlerinage. Peut-être avec la complicité de Bohémond, fin décembre, Daimbert de Pise est élu patriarche de Jérusalem.En janvier 1100, Godefroy fait reconstruire les murailles de Jaffa et cède un quart de la ville au patriarche, ce qui provoque une expansion commerciale importante avec Pise. Arsouf finit par capituler et Godefroy donne la ville en fief à Robert d'Apulie. Au mois de mai, en compagnie de Tancrède, il ravage la terre de Suète (région à l'est du Lac de Tibériade) qui finit par se soumettre à l'avoué du Saint-Sépulcre.

## Mort
En rentrant de l'expédition en Terre de Suète, il passe par Césarée où il est accueilli par l'Émir. Peu de temps après, il tombe malade. Il accueille encore au mois de juin une flotte vénitienne à Jaffa et il meurt peu de temps après le 18 juillet 1100. Les causes de sa mort sont inconnues : une légende rapportée par le chroniqueur Albert d'Aix veut qu'il ait été empoisonné après avoir mangé une pomme de cèdre que lui a offerte l'émir de Césarée au cours d'un repas. Le chroniqueur arabe Ibn al-Qalanisi évoque une flèche empoisonnée. Il est plus probable qu'il meurt de fièvre, mal fréquent dans cette région touchée par des épidémies de peste. Apprenant la nouvelle, son frère cadet Baudouin abandonne Édesse, rentre à Jérusalem et se fait couronner roi de Jérusalem le 25 décembre en la Basilique de la Nativité de Bethléem.

## Vénération
Albert d'Aix, chroniqueur allemand, reconstitua vers 1100–1110 l'histoire et les hauts faits du duc. Guillaume de Tyr contribua au XIIe siècle à la légende de Godefroy de Bouillon dans son ouvrage intitulé l'Histoire d'Eraclès. On raconte de lui des exploits extraordinaires, et généralement fabuleux ; il joint au courage la prudence, la modération et la piété la plus vive. On raconte qu'il descend du mythique chevalier au cygne, qui servira d'inspiration à Lohengrin. Le Tasse le choisit pour le héros de son poème. Sa statue équestre orne la place Royale de Bruxelles.

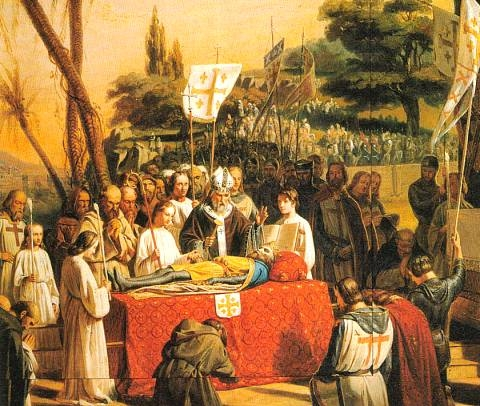
Mort de Godefroy de Bouillon (Salles des Croisades, à Versailles) (1839–1842).

Albert d'Aix écrit ceci peu après 1100 à propos de Godefroy de Bouillon lors de la prise de Jérusalem en juin 1099 :

« tandis que tout le peuple chrétien […] faisait un affreux ravage des Sarrasins, le duc Godefroy, s'abstenant de tout massacre, […] dépouilla sa cuirasse et, s'enveloppant d'un vêtement de laine, sortit pieds nus hors des murailles et, suivant l'enceinte extérieure de la ville en toute humilité, rentrant ensuite par la porte qui fait face à la montagne des Oliviers, il alla se présenter devant le sépulcre de notre seigneur Jésus-Christ, fils de Dieu vivant, versant des larmes, prononçant des prières, chantant des louanges de Dieu et lui rendant grâces pour avoir été jugé digne de voir ce qu'il avait toujours si ardemment désiré. »

On peut également vanter la simplicité de Godefroy. Durant le siège d'Arsouf, les cheiks arabes vinrent déposer des offrandes auprès de Godefroy, et le trouvent assis à même le sol dans sa tente, non pas entouré de soieries mais accroupi sur de la paille. Les cheiks s'émerveillent alors de la modestie du plus grand des princes francs. Godefroy, mis au courant de leurs commentaires, leur répond que « l'homme doit se souvenir qu'il n'est que poussière et qu'il retournera en poussière ».

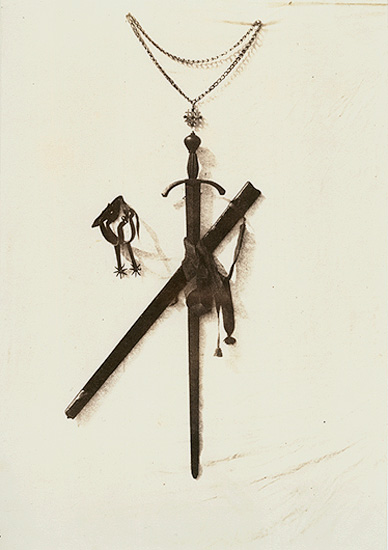
Croix pectorale, éperons et épée de Godefroy exposés dans la sacristie de la basilique du Saint-Sépulcre.

Les chroniqueurs de l'époque contribuent également à établir le mythe guerrier du grand seigneur de Brabant. Sa force prodigieuse fut par exemple mise à l'épreuve par les cheiks, ceux-ci le mettant au défi de trancher d'un seul coup la tête d'un chameau au collet. Godefroy s'exécuta et la tête roula à terre. De même, aimant la chasse et les défis, il manquera en Cilicie de se faire tuer par un ours énorme qu'il affronta corps à corps. Enfin, lors du siège d'Antioche, Godefroy est resté célèbre pour avoir tranché en deux, et cela d'un seul coup d'épée, un ennemi par la taille. « Le buste tomba à terre, tandis que le bassin et les jambes restaient accrochés au cheval qui s'éloignait au galop. »
Dans l'église du Saint-Sépulcre, on voyait autrefois les tombeaux de Godefroy de Bouillon et des rois latins de Jérusalem, mais après l'incendie de 1808 de la basilique, ils sont détruits par l'architecte des Grecs pour aménager plusieurs chapelles. Selon une tradition, ces tombeaux étaient placés sous la Pierre de l'Onction. Une autre tradition les plaçait sous les deux bancs attenant à la chapelle d'Adam sous le calvaire,. De prétendues reliques de Godefroy (épée, croix pectorale et éperons) sont conservées dans un coffre de la sacristie puis exposées dans une vitrine. L'épée est toujours utilisée par le patriarche latin de Jérusalem et grand prieur de l'ordre équestre du Saint-Sépulcre de Jérusalem pour adouber les chevaliers.
Godefroy de Bouillon reste, malgré ses exploits, un personnage de légende, comme le souligne Fabien Paquet : « en moins d'un an, il fit finalement peu ; c'est certainement pour cela qu'on lui attribua beaucoup — la légende devait bien compenser la brièveté du règne ».

## Mythe national
Il est, dès le Moyen Âge, considéré comme un héros, faisant partie des Neuf Preux.

### Belgique

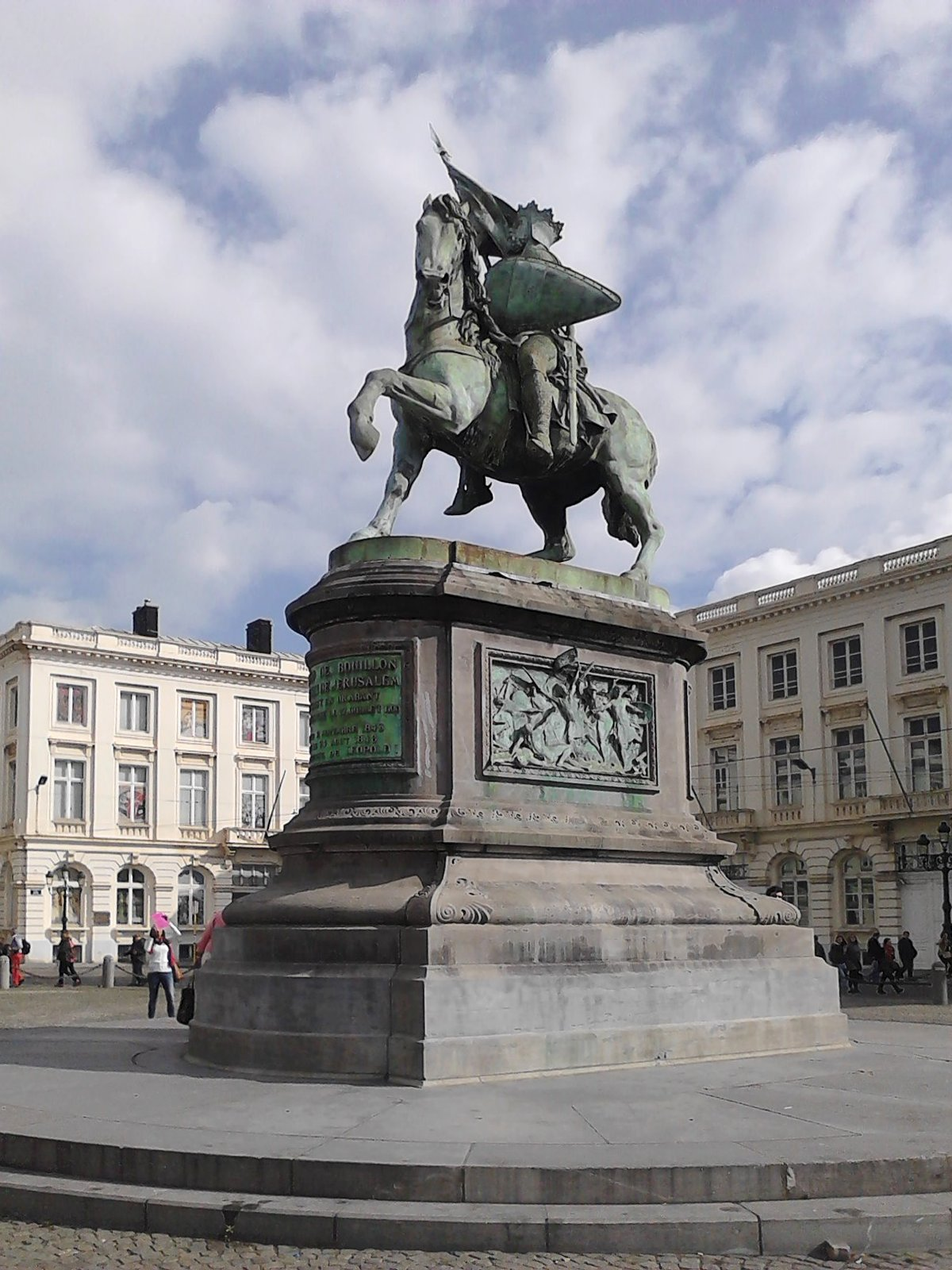
Statue de Godefroy de Bouillon sur la place Royale à Bruxelles. Selon l'inscription sur le socle de la statue, le lieu de naissance de Godefroy serait Baisy (d'autres sources penchent pour Boulogne).

En 1830, la Belgique se cherche ardemment des racines, c'est ainsi que l'État ayant regagné son indépendance est saisi par la frénésie d’exalter ses gloires passées (comme toutes les nations occidentales de l'époque, France incluse, c'est le roman national). Ainsi, les historiens belges du XIXe siècle vont utiliser Godefroy de Bouillon, au même titre notamment qu'Ambiorix, en exaltant sa naissance à Baisy-Thy, village qui se situe dans le Brabant wallon.
Les historiens belges vont glorifier cet ancêtre pour ses qualités martiales et sa foi envers Dieu ; mais aussi parce que, né aux confins des mondes latin et germanique, il préfigure la civilisation belge supposée être un mélange équilibré entre l’âme latine et les qualités germaniques propres au peuple belge. Godefroy devient le modèle idéal du Belge pieux et brave.
Il s’agissait alors pour les historiographes du Royaume d'accréditer l'idée qu’une nation belge existait à l’époque de Godefroy. Cette vision de l’Histoire perdurera jusqu’au XXe siècle et parfois jusqu’au XXIe siècle. Cette phrase de Jo Gérard, datant de 1988, est un exemple contemporain de cette reconstitution du passé au prisme de l'idée nationale : « D’avoir vécu en commun l’aventure des croisades, d’avoir vu mourir Godefroy de Bouillon et leur comte Philippe au pays des infidèles, les Belges ont puisé dans cet événement grandiose une nouvelle unité de sentiment, d’aspiration et de foi. »
Nonobstant cette vision romantique d'un Godefroy (déjà) belge, cette interprétation n'est pas absolument fantaisiste et sans fondement. En effet, sur la statue de Godefroy sise sur la place Royale de Bruxelles, outre la mention qui y est faite de sa qualité de premier souverain de Jérusalem, l'on y voit aussi mentionné son titre de duc de Basse-Lotharingie. Or, ce duché, existant de 959 à 1190, couvrait une bonne partie du territoire de la Belgique actuelle et, à son extinction, sa titulature fut léguée perpétuellement aux ducs de Brabant, et y était évoquée sous le vocable composé de duc Brabant et de Lothier. Ainsi Godefroy porta-t-il le titre de duc d'un État largement précurseur de l'État belge indépendant et dont les souverains étaient intronisés sur les marches de l'église Saint-Jacques-sur-Coudenberg, à quelques mètres de l'emplacement de la statue. Celle-ci fut d'ailleurs élevée en 1848 au centre de la place Royale où le premier roi des Belges, Léopold Ier, prêta le serment constitutionnel le 21 juillet 1831, sur les marches de l’église Saint-Jacques-sur-Coudenberg comme traditionnellement avant lui les souverains du duché de Brabant et de Lothier.

Encore aujourd’hui le titre de duc de Brabant est celui de l'héritier à la Couronne belge, ce qui démontre toute l'importance qu'il lui fut et reste attachée.

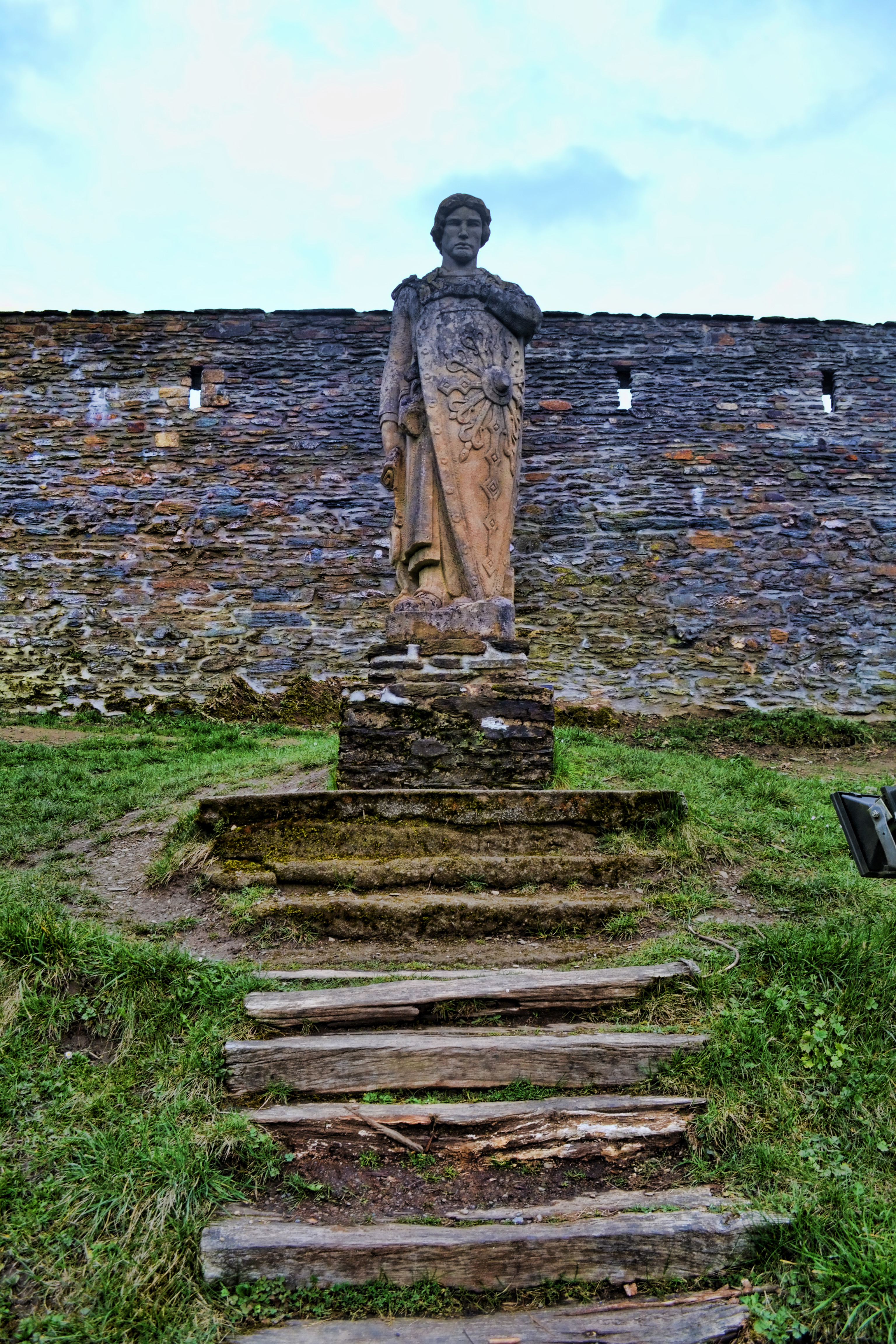
Statue de Godefroy de Bouillon, sur le versent du château de Bouillon, réalisée par le sculpteur Victor Demanet.

Il est également récupéré par le rexisme qui désire produire un parallèle entre Godefroy et Léon Degrelle, Degrelle étant originaire de Bouillon, tous deux, poussés par un idéal de civilisation, étant partis en guerre vers l’Orient avec des troupes hétéroclites composées de guerriers venus de tous les pays d’Europe (les croisés dans un cas, les Waffen-SS dans l’autre).
En 2005, le ministre des Affaires étrangères Karel De Gucht se fait prêter par la Custodie franciscaine de Terre sainte plusieurs reliques civiles (croix pectorale, éperons et l'épée) censées avoir appartenu à Godefroy et conservées dans la sacristie de la basilique du Saint-Sépulcre. Ces reliques sont exposés dans le cadre de l'exposition « Made in Belgium » organisée à l'occasion du 175e anniversaire de l'indépendance belge.

### France

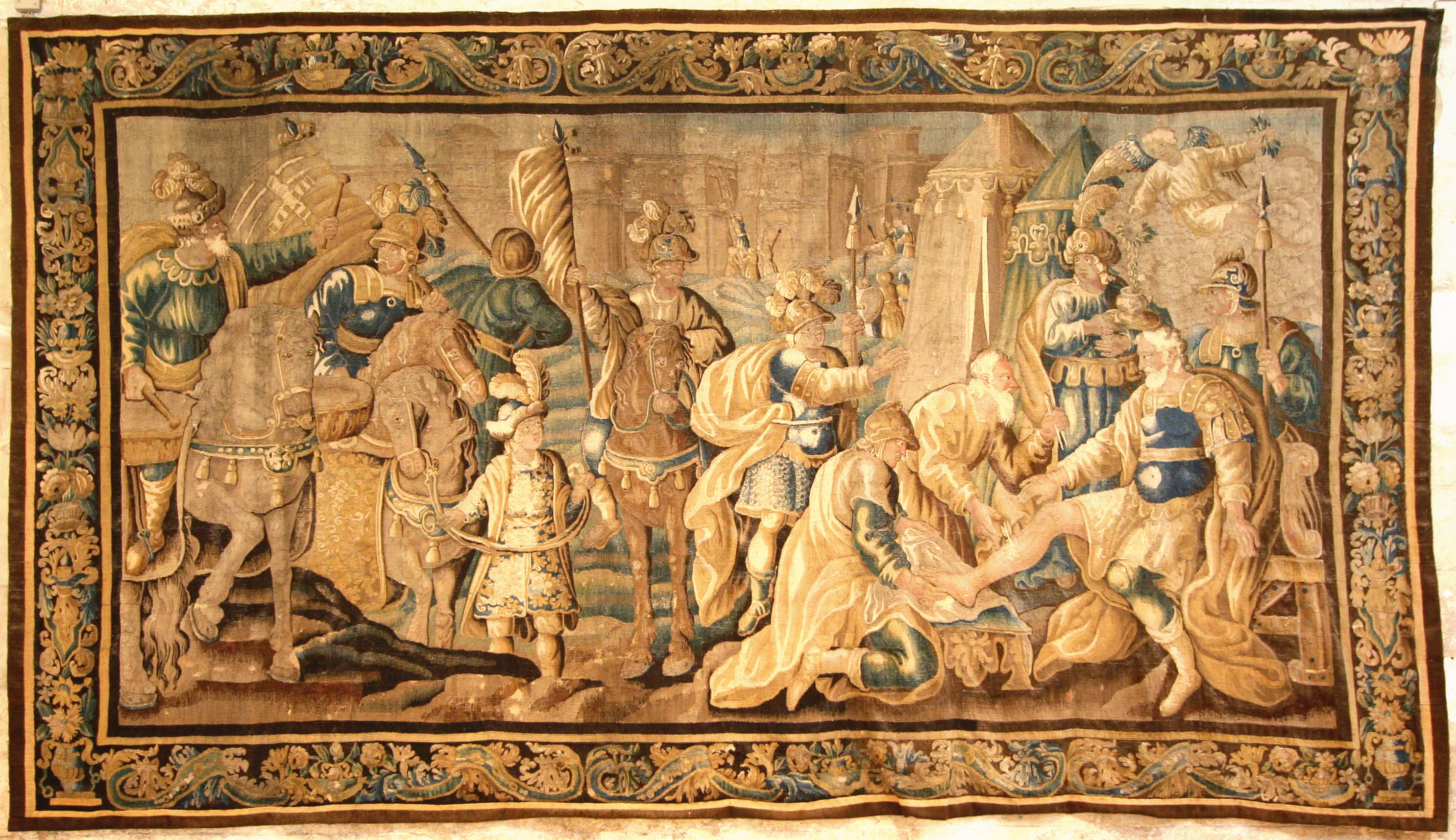
La blessure de Godefroy de Bouillon, cloître Saint-Trophime, Arles.

En France, un écrivain tel que François-René de Chateaubriand écrivait dans ses Carnets de voyage, après avoir été nommé chevalier du Saint-Sépulcre :

« Cette cérémonie ne pouvait être tout à fait vaine, j'étais Français, Godefroy était Français ; ses vieilles armes en me touchant, m'avaient communiqué un nouvel amour pour la gloire et l'honneur de ma patrie. »

Dans le cloître Saint-Trophime de l'ancienne cathédrale d'Arles sont exposés sept tapisseries de la fin du XVIIe siècle dont trois représentent Godefroy de Bouillon.
Plusieurs places et rues françaises portent son nom : rue Godefroy de Bouillon à Clermont-Ferrand, à La Bourboule ou encore à Conches-en-Ouche ; place Godefroy de Bouillon à Nancy. Plusieurs ensembles scolaires français portent également le nom de Godefroy de Bouillon, à Clermont-Ferrand ou Boulogne-sur-Mer.

## Descendance
Godefroy ne s'est jamais marié. On ne lui connaît aucun descendant.

## Cinéma et télévision
- 1911 : La Jérusalem délivrée d'Enrico Guazzoni avec Carlo Cattaneo ;
- 1912 : Godefroy de Bouillon de l'Union des Nouvelles Marques Cinématographiques avec Édouard Grisollet ;
- 1913 : La Jérusalem délivrée de Enrico Guazzoni avec Emilio Ghione
- 1918 : La Jérusalem délivrée d’Enrico Guazzoni avec Eduardo Monteneve ;
- 1923 : Le Juif errant de Maurice Elvey avec Hubert Carter ;
- 1933 : Le Juif errant de Maurice Elvey avec Jack Livesey ;
- 1947 : The Wandering Jew de Michael Barry avec Hilary Wontner ;
- 1957 : La Muraille de feu de Carlo Ludovico Bragaglia avec Philippe Hersent ;
- 1968 : I due crociati de Giuseppe Orlandini avec Umberto D'Orsi ;
- 2001 : Rinaldo de David Alden et Brian Large avec David Walker ;
- 2005 : The Crusades. Crescent & The Cross de Mark Lewis avec un acteur anonyme.